# Château d'Abbadia
Pour les articles homonymes, voir Abbadia.
Le château-observatoire Abbadia est de style néogothique, situé sur la commune d'Hendaye (Pyrénées-Atlantiques), dans la province du Labourd (à 6 km de Saint-Jean-de-Luz et 1 km d'Hendaye). Construit par Eugène Viollet-le-Duc et Edmond Duthoit sur une commande d'Antoine d'Abbadie, il est classé comme monument historique et Maison des illustres. Les riches collections scientifiques, d'archives et de mobiliers sont d'origine et représentent un considérable patrimoine culturel représentatif du XIXe siècle.

## Le projet et la construction

### Les origines et sources d'inspiration
La famille d’Abbadia (d’Abbadie) est installée à Arrast dans la province de Soule depuis le XIVe siècle au moins[réf. nécessaire]. Une maison face à l’église y porte le nom d’Abbadia. Au XVIIIe siècle Jean Menvielle, notaire, fut connu sous le nom d'Abbadie d'Arrast, du chef de sa grand-mère paternelle. Il fut le grand-père d'Antoine d’Abbadie, né à Dublin (en Irlande) en 1810 de père basque et de mère irlandaise. La famille d’Abbadie installée à Toulouse entre 1820-1827 vient régulièrement sur la côte basque. Puis elle s’installe à Paris jusqu’en 1837. Antoine rejoint alors avec son frère Arnauld une expédition d’une douzaine d’années en Abyssinie (Éthiopie) ; le futur château sera imprégné par cette région. Fait courant à l’époque, les deux frères d’Abbadie souhaitaient ouvrir la voie aux missionnaires catholiques, sans succès mais sans doute ce réseau leur a-t-il été utile. Ils quittent l’Afrique orientale fin 1848 et restent en relation avec des seigneurs éthiopiens.
Après un premier court séjour aux confins du Béarn, Antoine d’Abbadie s’installe à Urrugne en 1849 et continue de voyager pour ses recherches en Norvège, Espagne, Algérie, etc. En 1852, il est élu à l’Académie des Sciences de Paris comme membre correspondant dans la section de Géographie et de Navigation. Le train arrive à Bayonne en 1855 et à Hendaye en 1864 et facilite les relations entre la côte basque et Paris. En dépit de tous ses déplacements à l’Académie des Sciences et à l’étranger, Antoine d’Abbadie très attaché à la culture basque comme l'illustrent les inscriptions et les archives du château, poursuit ses travaux sur la langue basque. Il crée également à Urrugne des fêtes basques et lance des concours (poésie, pelote, irrintzina, bétail…) à partir de 1851. À sa mort, il sera surnommé Euskaldunen Aita en raison son investissement pour la culture basque.
En 1859, Antoine d’Abbadie épouse Virginie de Saint-Bonnet (1828-1901), originaire du Dauphiné et, de 1864 à 1870, il fait construire le château sur la corniche basque. Le couple d’Abbadie s'est considérablement investi dans la construction de l'édifice.

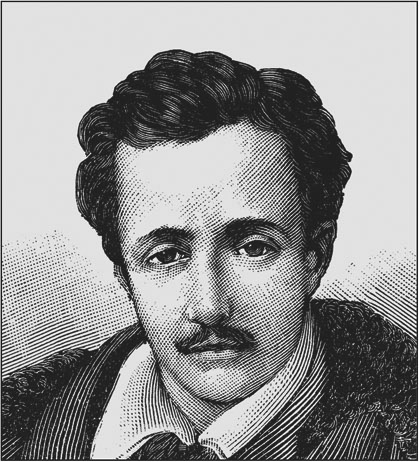
Antoine d'Abbadie d'Arrast, Euskaldunen Aita[4].
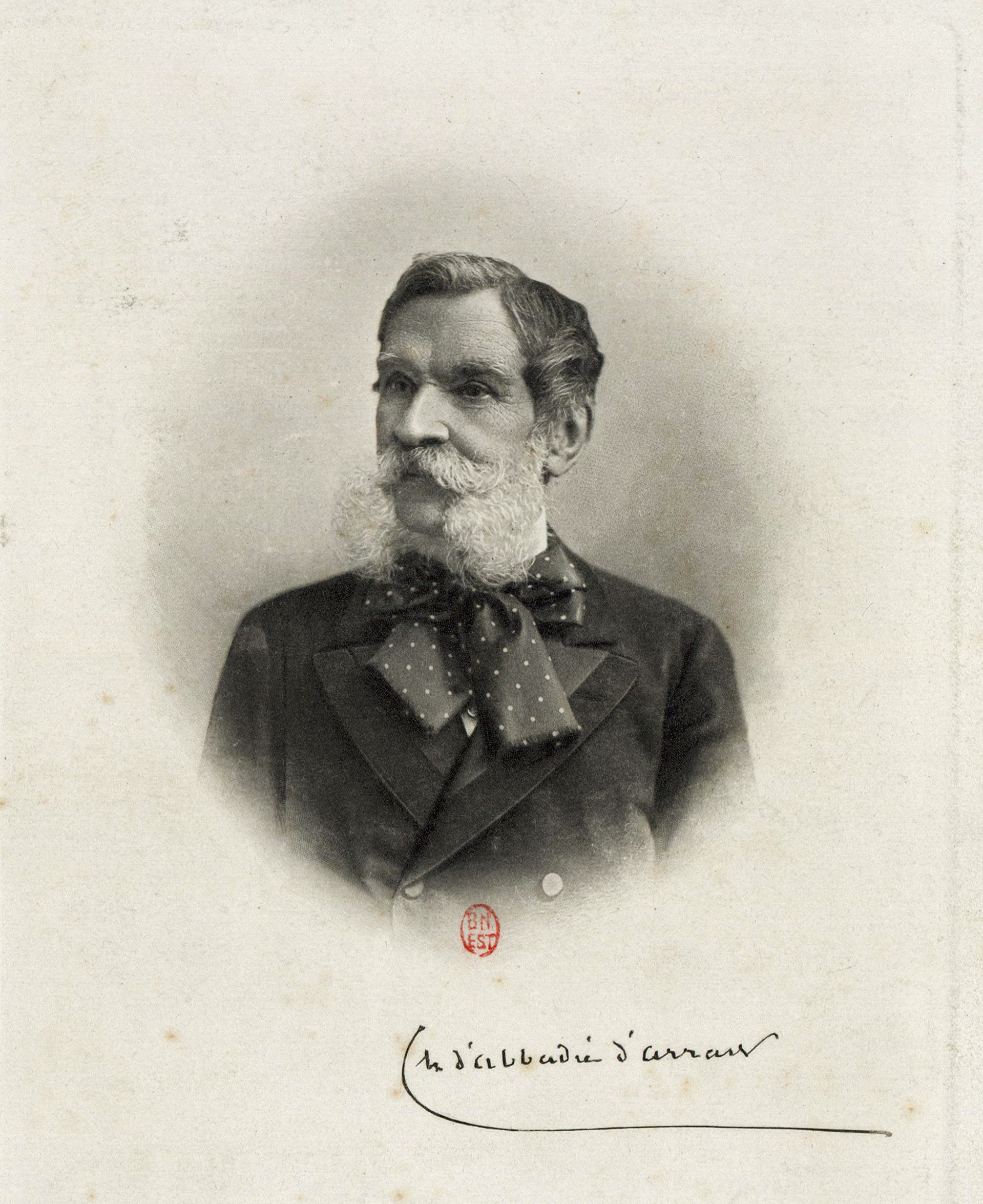
Charles d'Abbadie d'Arrast.
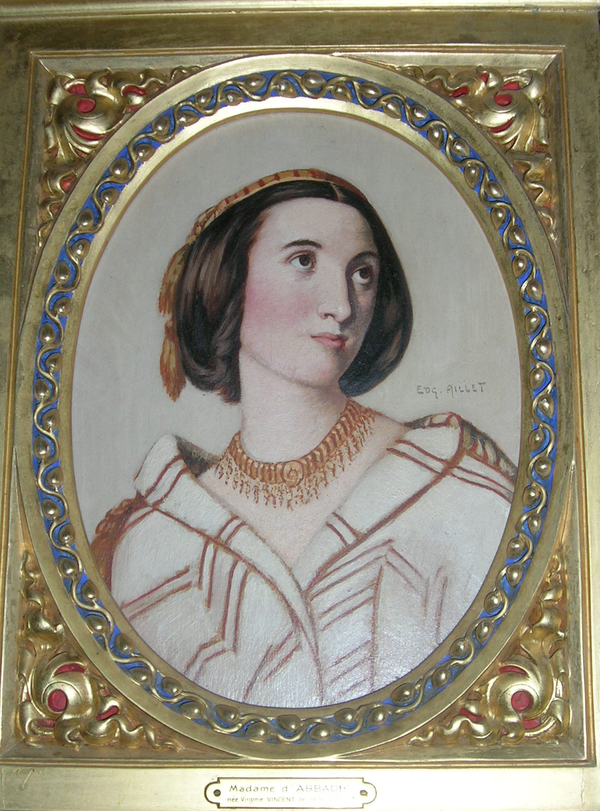
Virginie Vincent de Saint-Bonnet, son épouse.
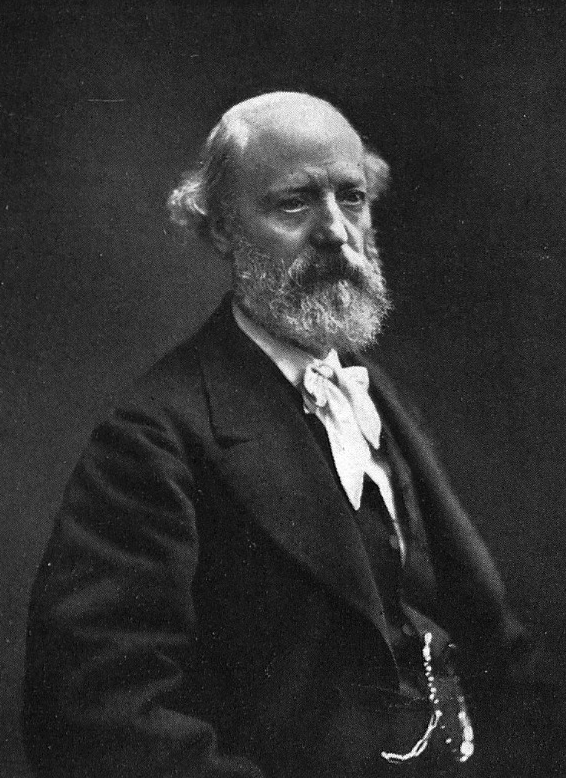
Eugène Viollet-le-Duc, architecte.
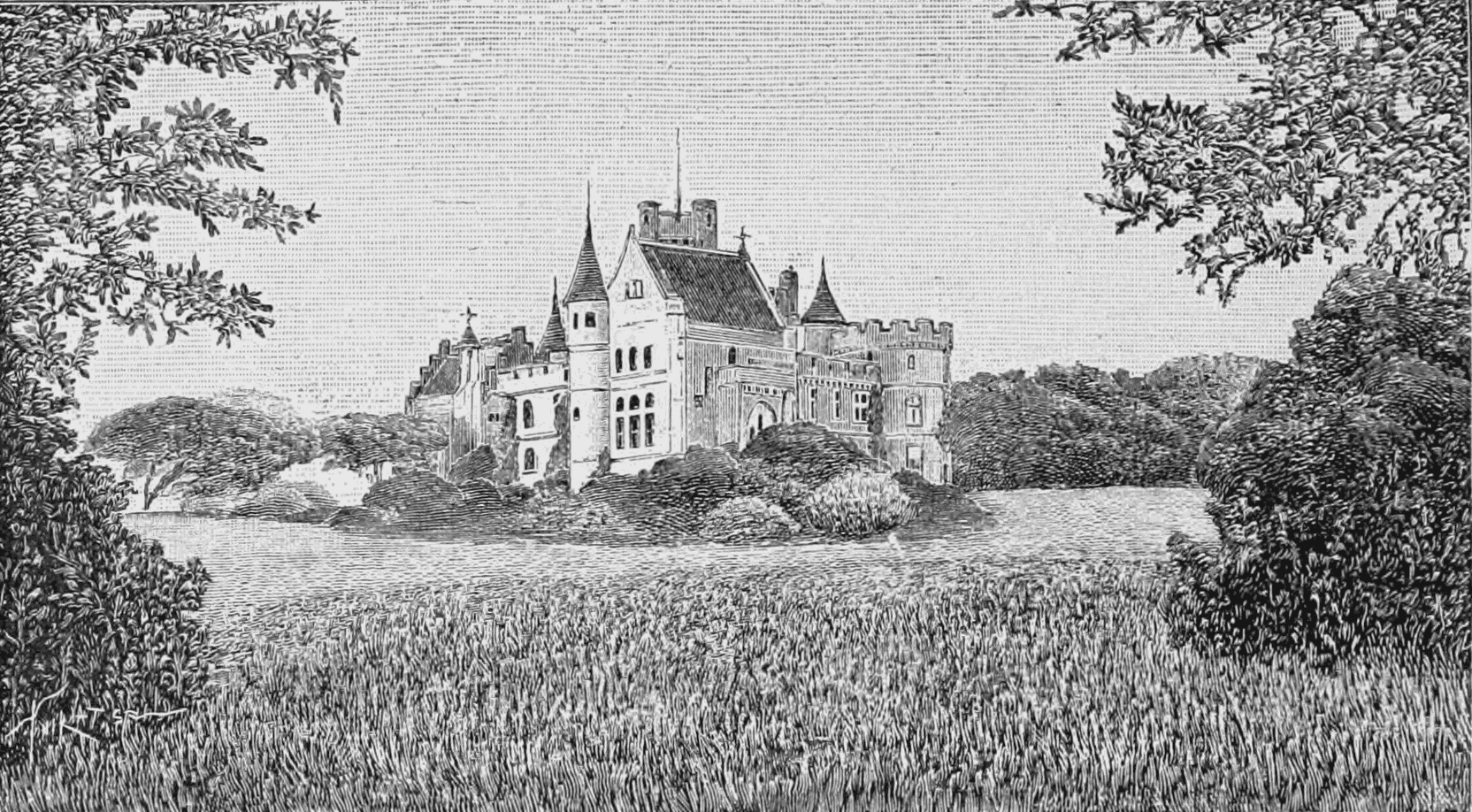
Dessin du château dans une revue américaine (Popular Science Monthly, 1898).
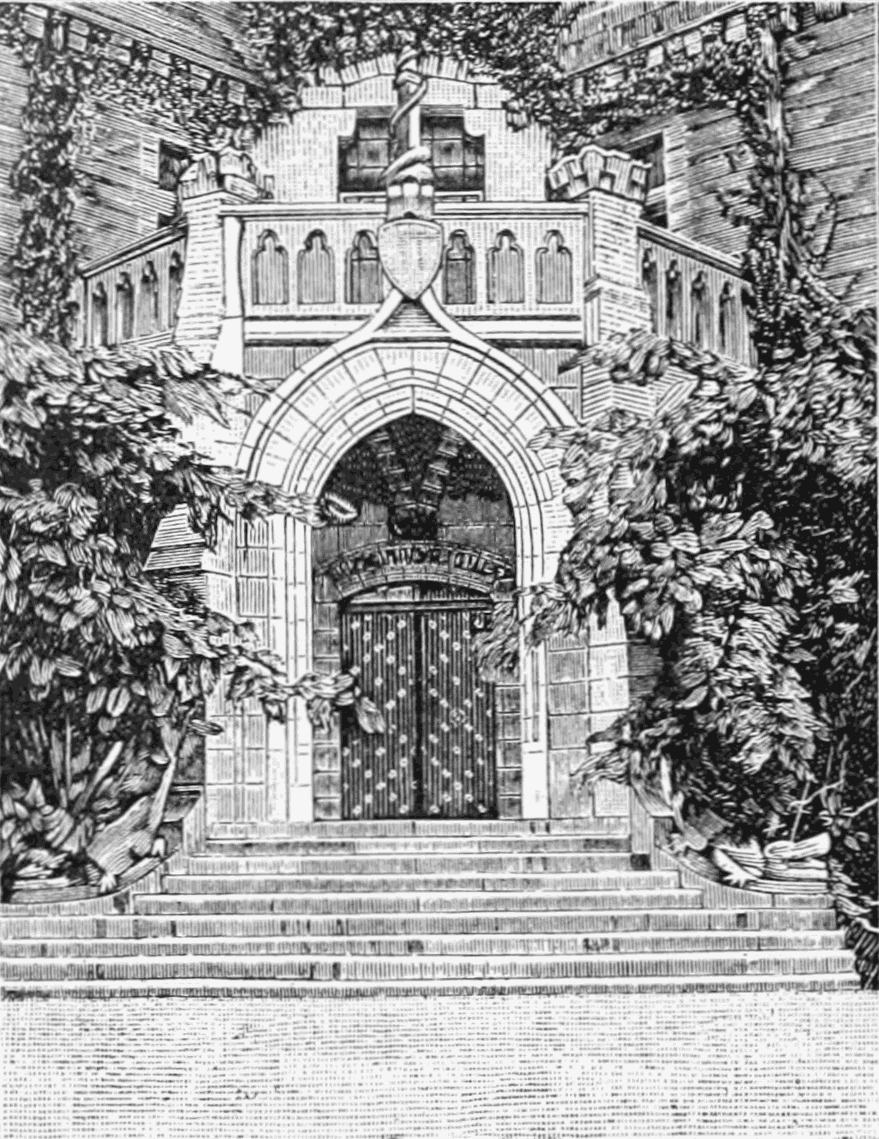
Entrée principale (Popular Science Monthly, 1898).

### Eugène Viollet-le-Duc et Edmond Duthoit
Dominant l'océan, le château est construit dans le domaine d'Abbadia selon les plans d'Eugène Viollet-le-Duc et d'Edmond Duthoit dans un style néogothique entre 1864 et 1879, conçu à la demande d'Antoine d'Abbadie d'Arrast, astronome et explorateur et également anthropologue et linguiste, membre de l'Académie des Sciences, qui rêve d'un château observatoire de style néogothique où se mêlent ses passions orientalistes, africaines et chrétiennes. L'influence orientaliste des voyages d'A. Abbadie en Abyssinie (Éthiopie) et en Égypte se retrouve très largement dans toute la décoration intérieure.
En 1857, Antoine d'Abbadie commande à l'architecte Clément Parent, un plan « dans le style à ogives ». Le projet de C. Parent (1859) évoque trop la Renaissance française. Antoine d'Abbadie se tourne alors vers Auguste Magne (1860) et le chantier commence en 1864.
En 1857, Eugène Viollet-le-Duc restaure le château de Pierrefonds (Oise) et poursuit une campagne de restauration de forteresses médiévales dans les années 1860 tout en s’intéressant à l'Égypte ancienne. Le 13 mai 1864, Antoine d'Abbadie sollicite E. Viollet-le-Duc mais celui-ci dispose de peu de temps à consacrer au projet néogothique et le confie à son disciple Edmond Duthoit qui s'enthousiasme pour l’architecture arabe (il est alors directeur en chef des Monuments historiques en Algérie). Finalement, les plans de C. Parent sont conservés mais les façades modifiées. Les maîtres d'œuvre se succèdent (Darrigo, Delarocque, Fréson et Dartéguy).
Les rôles respectifs des maîtres d’œuvre, E. Viollet-le-Duc et E. Duthoit, ont longtemps été discutés tant leurs réalisations peuvent se confondre. Leur collaboration a été exemplaire,. En effet, la contribution d'E. Viollet-le-Duc au projet architectural d’Abbadia a été notamment très discutée à l'occasion de l’exposition Viollet-le-Duc au Grand Palais (1979). L'édifice ne figure pas au catalogue de l'exposition, référence reconnue pour l'étude du restaurateur de Carcassonne, Vézelay et Notre-Dame de Paris. Abbadia a ainsi longtemps été considéré comme une œuvre essentiellement réalisée par E. Duthoit.
E. Viollet-le-Duc remania l’organisation horizontale proposée par C. Parent, notamment en ce qui concerne l'accueil et la logique de circulation. E. Duthoit qui a effectué des relevés de monuments arabes, s'en inspire dans les salons orientaux du château Abbadia et de Roquetaillade dans la chapelle Saint-Michel. Son goût pour l'art arabe et la polychromie trouve sa source dans ses voyages scientifiques avec le marquis de Voguë.
En 1858, un premier observatoire astronomique circulaire est construit ; il sera détruit par la suite et remplacé par l’actuel bâtiment parallélépipédique. En 1865, les deux ailes occidentales et orientales sont couvertes.
La conception architecturale d'E. Viollet-le-Duc à Abbadia propose un art total sans doute annonciateur des prémices de l’Art nouveau.

### Un large réseau artistique
L’architecte-paysagiste Eugène Bühler travaille au parc d’Abbadia, crée la ferme Aragorri - les communs du château - et réalise un remaniement territorial du quartier de Subernoa où le château est implanté et dont Antoine d’Abbadie est le principal propriétaire. Ami intime d'Antoine d'Abbadie, E. Bühler apparaît comme un véritable conseiller en matière d’architecture et de décoration.
Le réseau artistique du château d'Abbadia compte des noms réputés du monde de l’art du XIXe siècle : Charles-Laurent Maréchal (vitraux), Adrien Guignet (peinture), Dantan jeune (sculpture), Léon Parvillée (céramique orientaliste), Schoch-Läderach (céramiste), la faïencerie de Gien, Placide Poussielgue-Rusand et Jean-Alexandre Chertier (arts précieux), Philippe-Joseph Brocard (émailleur sur verre), Raulin (ébénisterie chinoisante) et la firme berlinoise Renaissance (mobilier).
Éclectisme, luxe et raffinement s'allient aux progrès technologiques et sociétaux du temps ; des commandes sont adressées aux entreprises anglaises Simpson & Son, Maw & Co et Hart, Son, Peard & Co et aux enseignes parisiennes comme Au Bon Marché et aux Grands Magasins du Louvre.

### La main d'œuvre et les matériaux
Le recrutement des ouvriers repose sur la population basque, plus que pour de traditionnelles raisons logistiques, par solidarité culturelle ; A. d'Abbadie avait conscience du moteur économique que représentait son projet. Le chanoine Inchauspé et le père biscayen Arana sont impliqués dans le recrutement de la main d’œuvre.
Les gargouilles, crocodiles, serpent qui décorent le porche d’entrée du château sont taillés dans du calcaire de Béhobie (Crétacé supérieur). Moellons roses, blancs et noirs constituent les façades. La carrière d'Iharxekoborda, proche du château, a fourni les matériaux - un calcaire blanc ou un peu rougeâtre, le « calcaire de Lasseube » - pour les moellons des murs comme la carrière de Lohia, au pied de la falaise, et qui était la propriété d'A. d'Abbadie. Les moellons noirs proviennent vraisemblablement de la carrière de Laffitenborda à Urrugne et les moellons roses de la cité de Fontarrabie (Hondarribia, Guipuscoa). Ils constituent une autre nuance du calcaire de Lasseube acheminé par bateau à travers la Bidassoa et débarquée à Ondarralzu (plage d'Hendaye aujourd’hui endiguée, Cf. la promenade de la baie de Chingoudy). La majorité des encadrements, portes et fenêtres, vient de la carrière de Sorgin Silo, entre la baie de Lohia et la maison Haïçabia. Enfin, la pierre blanche est un calcaire albien (Crétacé inférieur) d’Ascain, acheminé sur la Nivelle jusqu’à Saint-Jean-de-Luz puis par charrette à bœufs jusqu’à Abbadia.

## Les éléments du château
L'architecture extérieure de l'édifice est de style néogothique irlandais.
Il se compose d’un bâtiment central (tour carrée) d’où partent trois extensions :
- une aile sud, destinée aux réceptions et terminée par la tour ronde ;
- une aile est, d'habitation, terminée par la chapelle ;
- l'observatoire situé au nord-ouest et auquel on accède en traversant une petite tour carrée (à 45°) ; la lunette méridienne en est située à l'extrémité ouest, observant par des ouvertures fermées par des volets.

L'ensemble des tours et des ailes est crénelé. Trois tourelles complètent l'édifice, sur la tour ronde (orientée au nord-est), à l'extrémité sud-est de l'aile menant à la chapelle et à l'angle nord-est de l'observatoire (escalier).
Le porche d'entrée se situe au sud-est entre les deux ailes ; la porte ouvre sur le vaste vestibule (sud de la tour centrale) de 10 m de hauteur, sous la statue d'Abdullah. La visée vers La Rhune débouche au côté est de la porte d'entrée.
Le corps central abrite (côté nord) la chambre d'honneur au rez-de-chaussée et la bibliothèque à l'étage.
L'aile sud abrite :
- au rez-de-chaussée, la salle à manger (dont la fenêtre en façade est est surplombée d'inscriptions coufiques) et le grand salon dans la tour (avec son fumoir arabe dans la tourelle) ;
- à l'étage (côté ouest), la chambre d’Éthiopie (bleue), la chambre de Jérusalem (rouge) et la chambre de la tour.

L'aile est abrite :
- au rez-de-chaussée (côté nord), le petit salon dit salon arabe puis la chapelle ;
- à l'étage, la chambre de Virginie, avec son boudoir persan dans la tourelle et sa loge ouverte sur la chapelle, permettant de suivre l'office religieux.

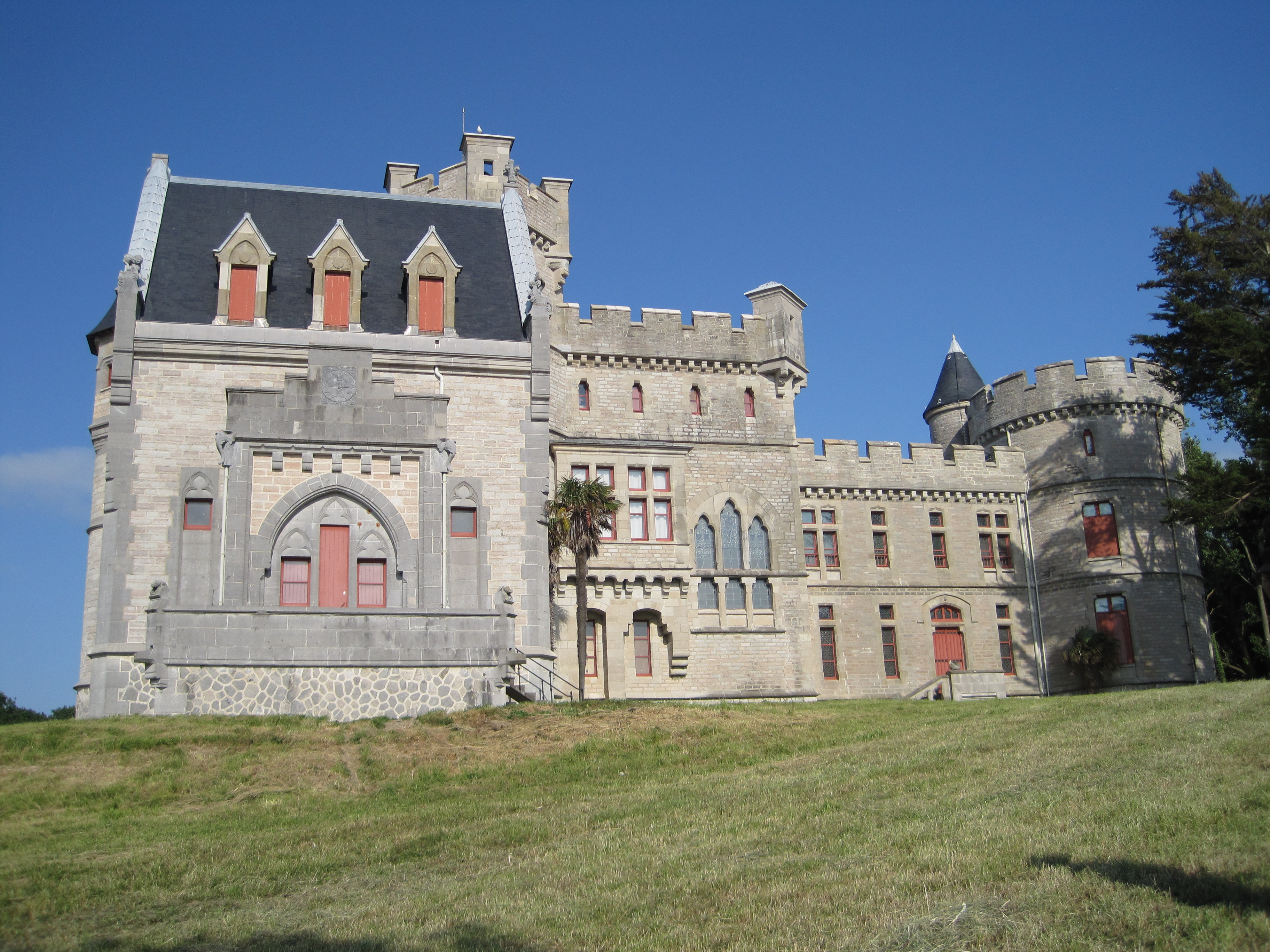
Le château d'Abbadia.
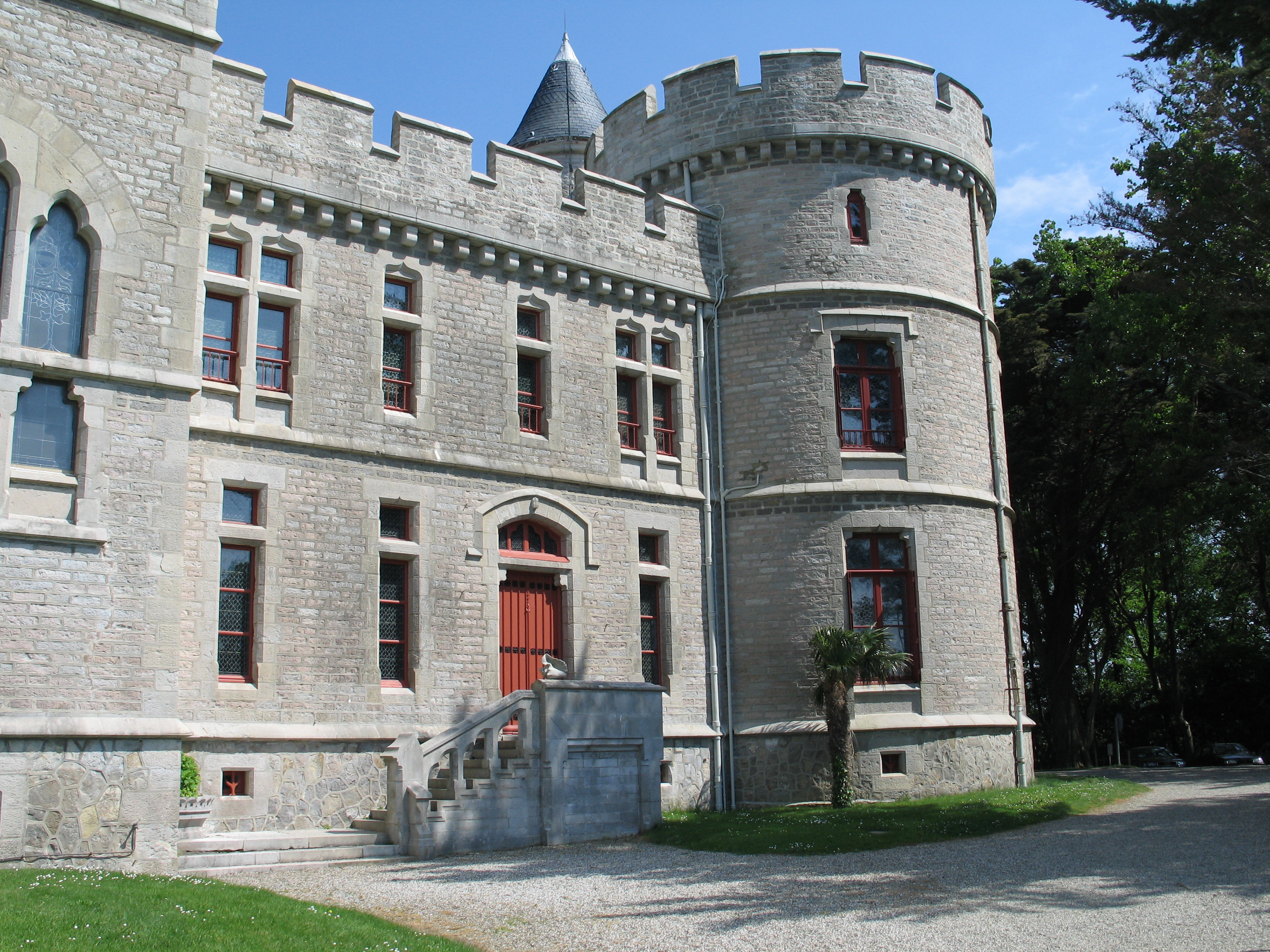
Aile Sud (vers Hendaye).
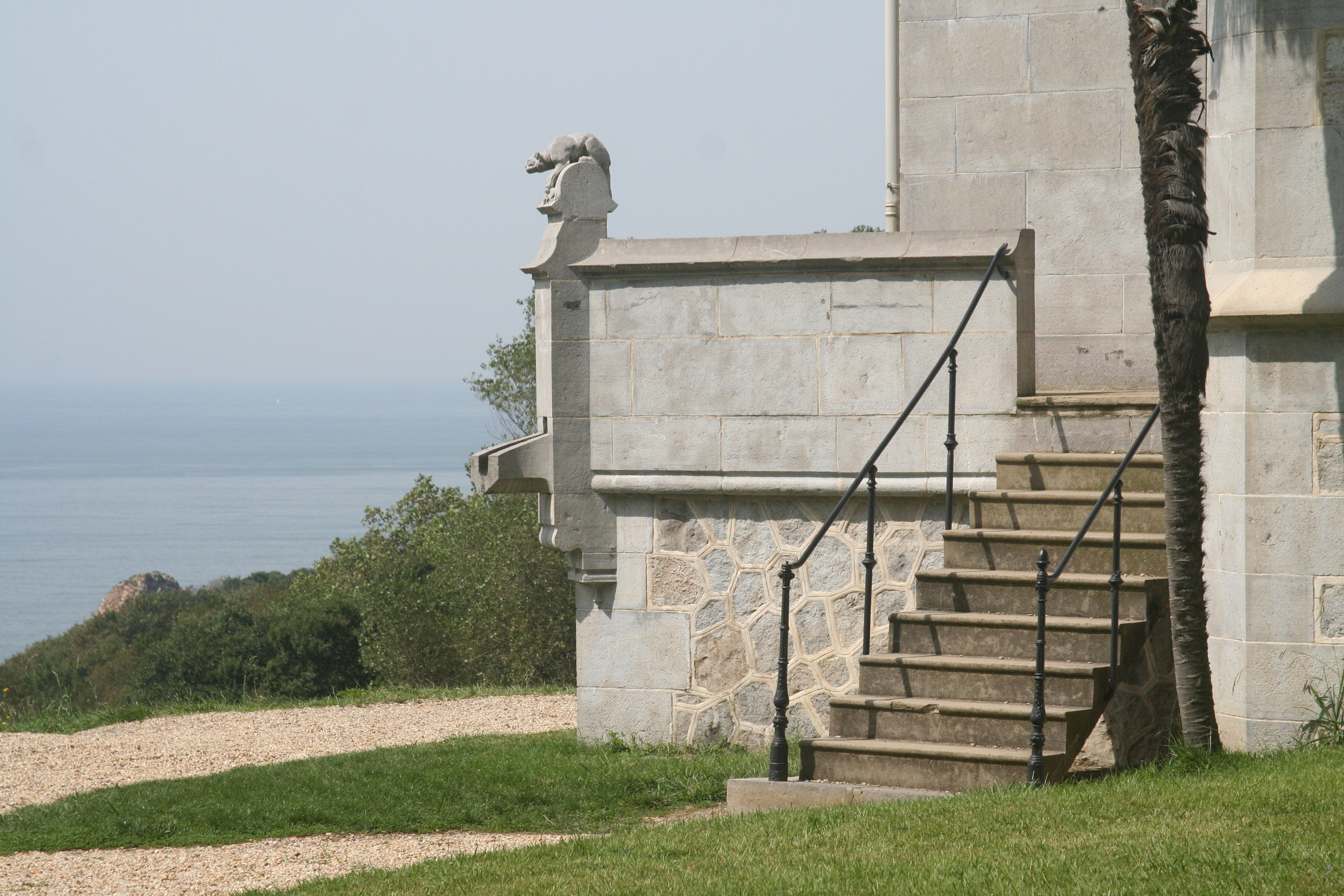
Escalier de l'aile Sud avec une sculpture d'un chat attrapant un rat.
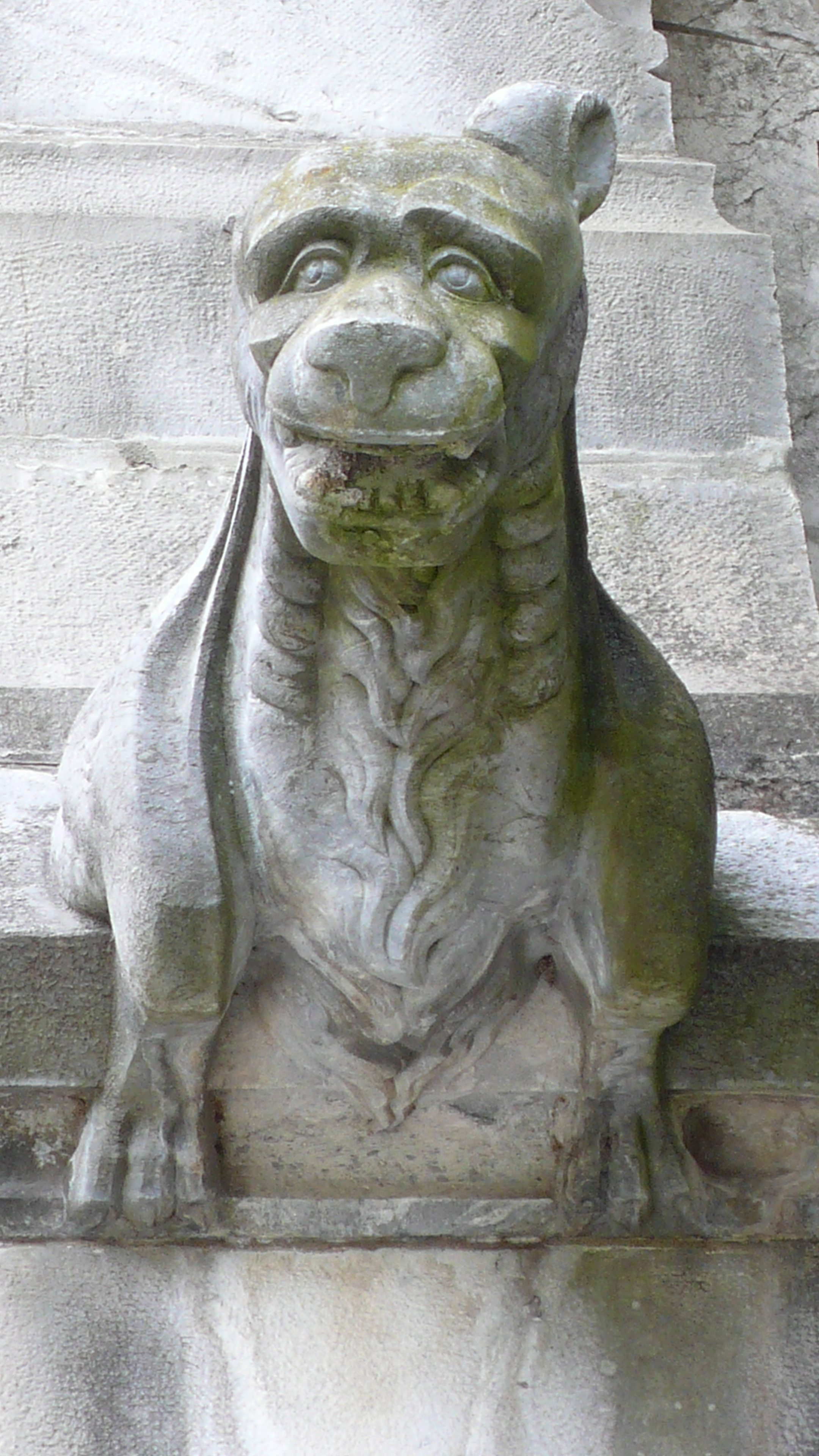
Gargouille.

### Décoration, inscriptions et bestiaire
Le château se distingue par la richesse de ses matériaux ornementaux (boiseries, staff, faïence, peinture sur enduit, textiles), sa  décoration intérieure polychrome, l'éclectisme des sources d'inspiration, du gothique rayonnant à l'orientalisme, très en vogue en cette fin de XIXe siècle et teinté de romantisme.
Partout, des formules en basque, irlandais, guèze, arabe, latin, anglais ou allemand témoignent de la curiosité culturelle et des valeurs philosophiques d'Antoine d'Abbadie. Des maximes en basque comme Bizi bedi euskara (Que vive l'Euskara) célèbrent le Pays basque. Des érudits comme Jules Mohl, membre de l’Académie des inscriptions et belles-lettres, participent à l’élaboration des inscriptions ornementales.
Quatre salles ont permis d'exprimer l'inspiration orientale : 
- la chambre d’honneur ;
- le boudoir persan de la chambre à coucher, circulaire, implanté dans une tourelle ;
- le fumoir mauresque, d'architecture circulaire (2,40 m de diamètre et 2,20 m de haut) dans la tour Sud ;
- le salon arabe du rez-de-chaussée.

Toutes participent à la mixité stylistique de l’édifice.
D'autres ornements rappellent les explorations des frères d'Abbadie en Éthiopie. Les animaux emblématiques ou symboliques témoignent du goût du XIXe siècle pour l’orientalisme. Crocodiles, serpents, éléphants, singes, coquillages, etc., une faune exotique couvre les murs extérieurs du château sur les façades, les escaliers, les colonnes, etc. Chien, grenouille, escargot, chat chassant le rat complètent le cortège. E. Viollet-le-Duc dessine le bestiaire du porche, de l’escalier d’honneur et vraisemblablement du sanctuaire.

### Le porche
Sous le porche d’entrée, une inscription en gaélique au-dessus de la porte accueille le visiteur par Cead Mile Failte (Cent mille bienvenues). Sur le côté droit de la porte, l'orifice permettant de viser La Rhune est entouré d'un cadre où est inscrit en basque Ez ikusi - Ez ikasi (pas vu, pas appris).
L'escalier est encadré par deux sculptures de crocodiles, évoquant la remontée du Nil par lequel il se rendit jusqu'en Abyssinie. Un serpent constitue un symbole ambivalent de la culture musulmane, hayya évoque le mythe de la création, Eve et El Hay, un des noms de Dieu, le Vivifiant.

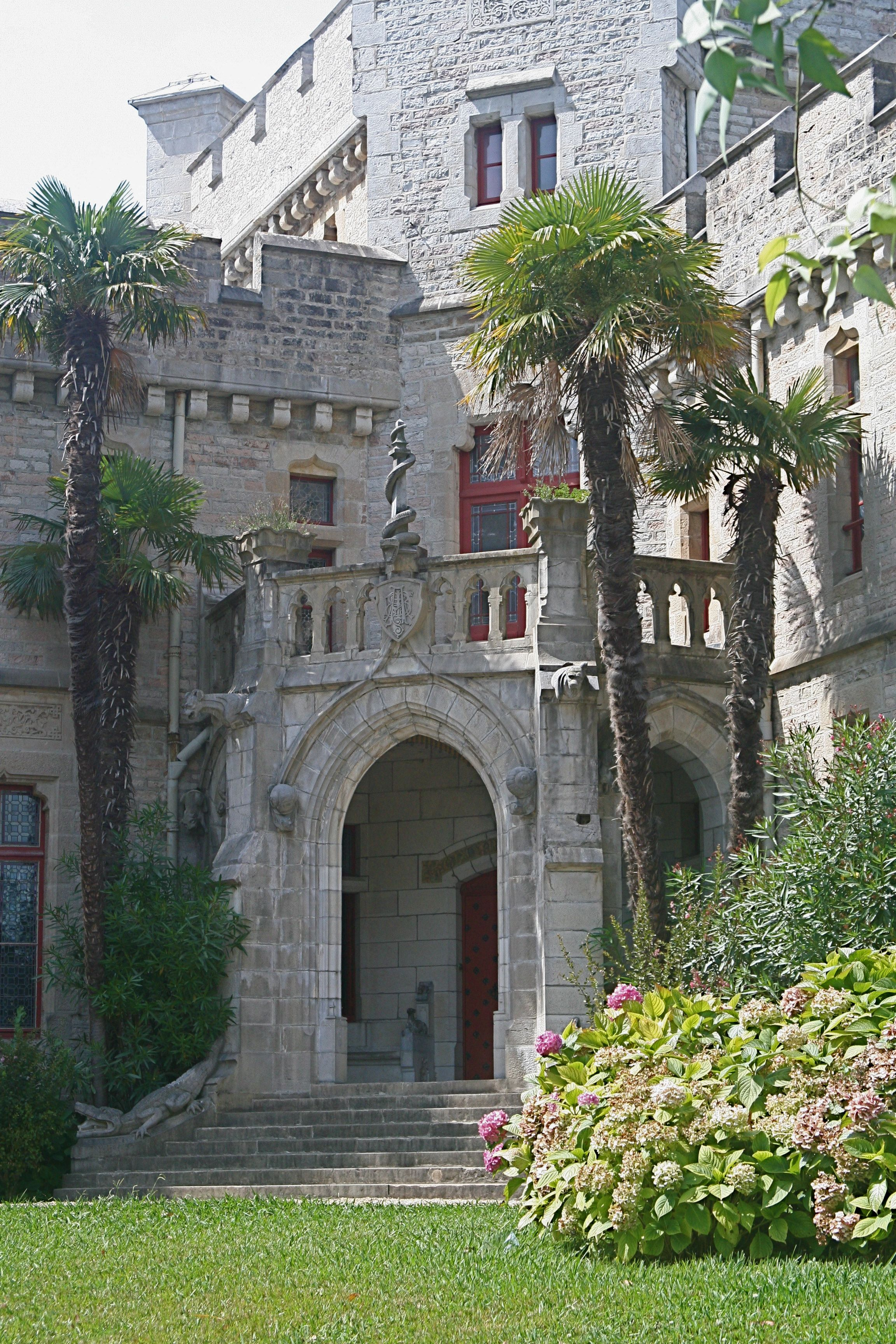
Entrée principale du château.
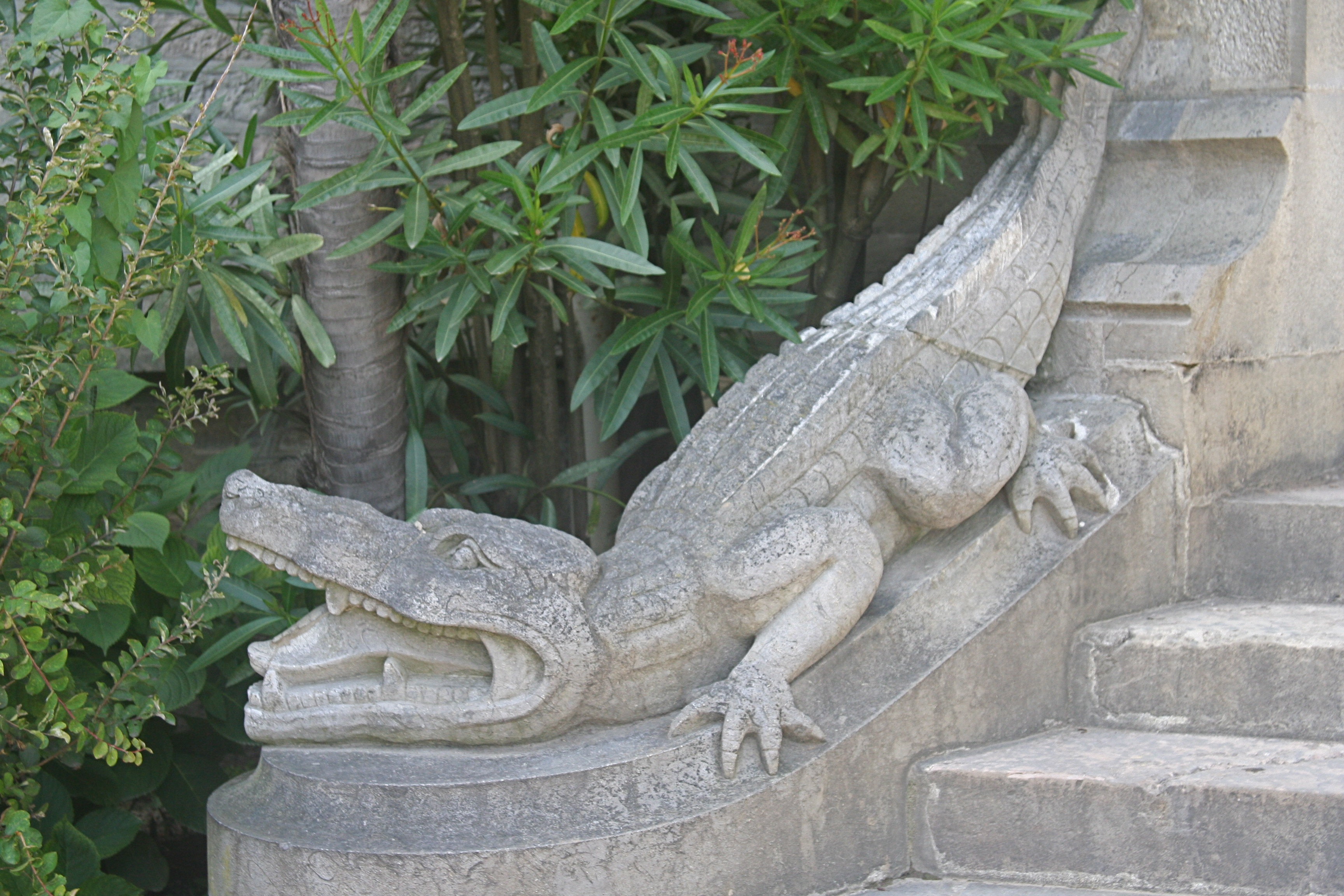
Un des deux crocodiles gardant l'entrée principale.
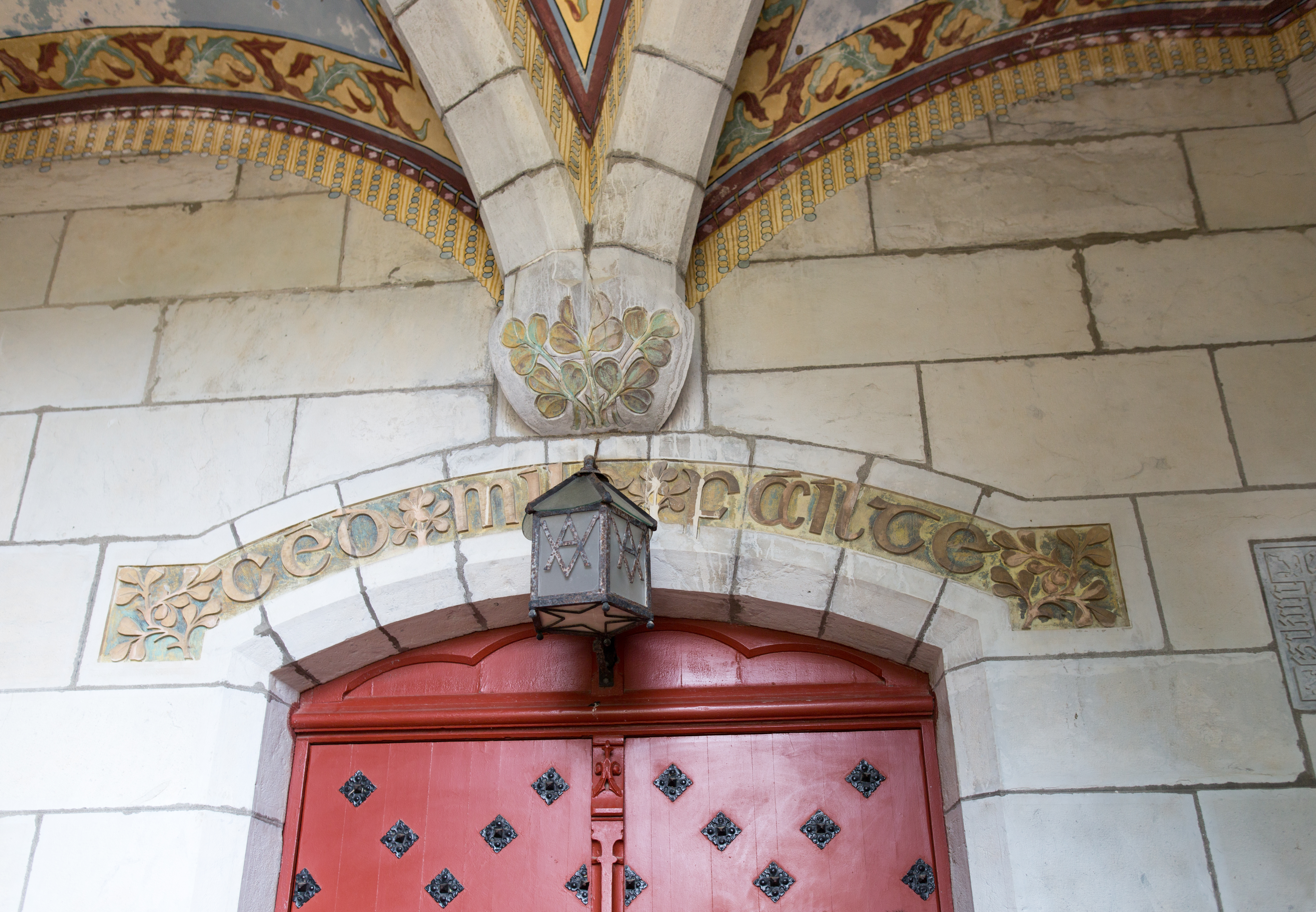
Cead Mile Failte (Cent mille bienvenues).
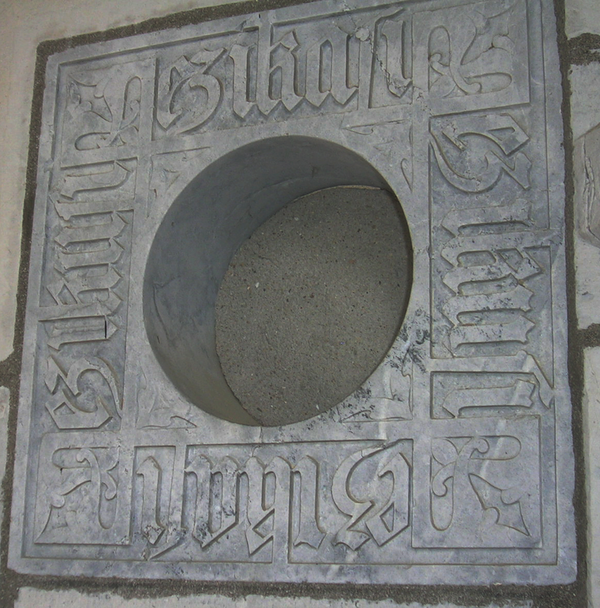
« Ez ikusi - Ez ikasi » (pas vu, pas appris[N 1]).
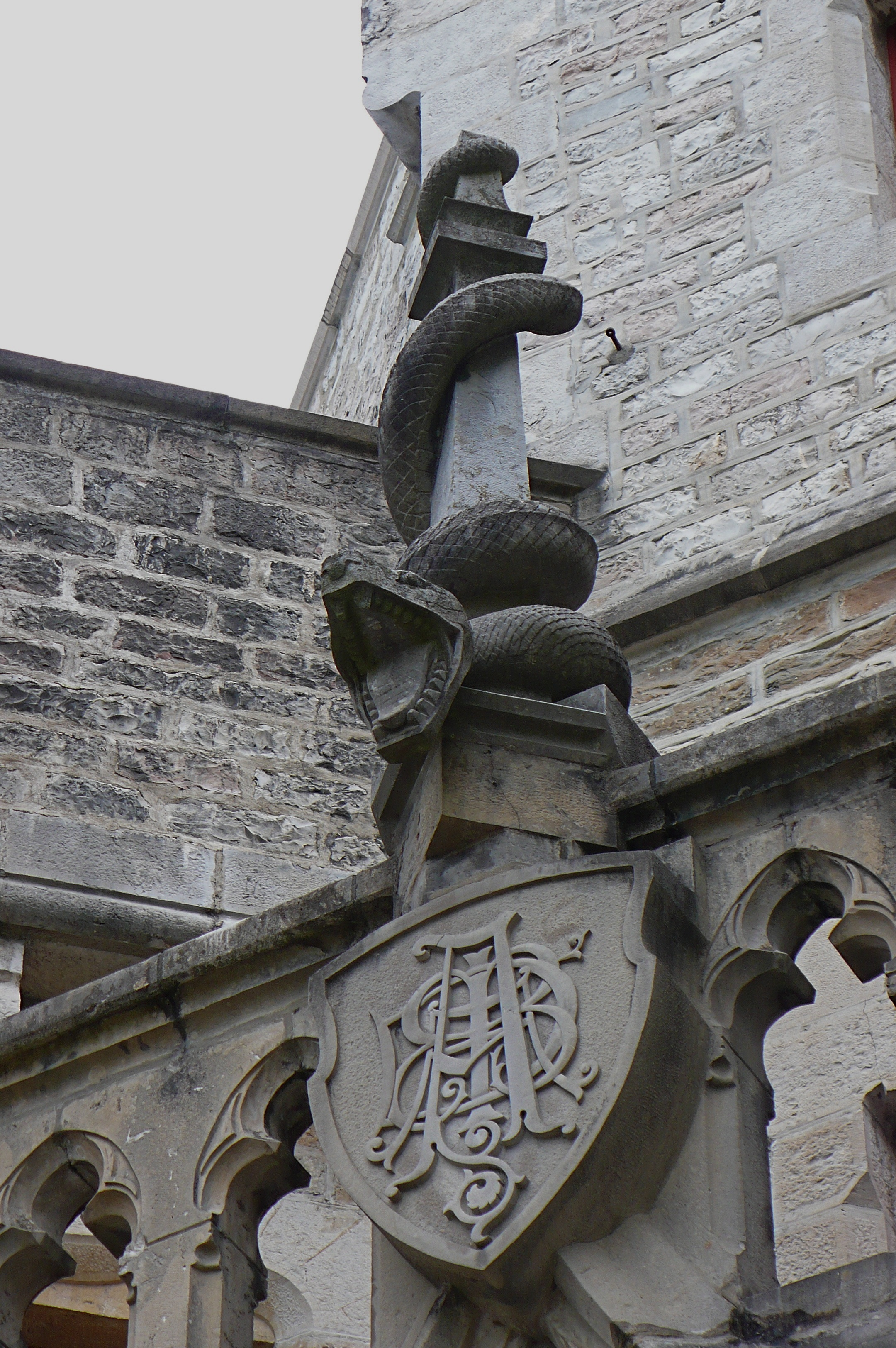
Serpent et monogramme de la porte principale.
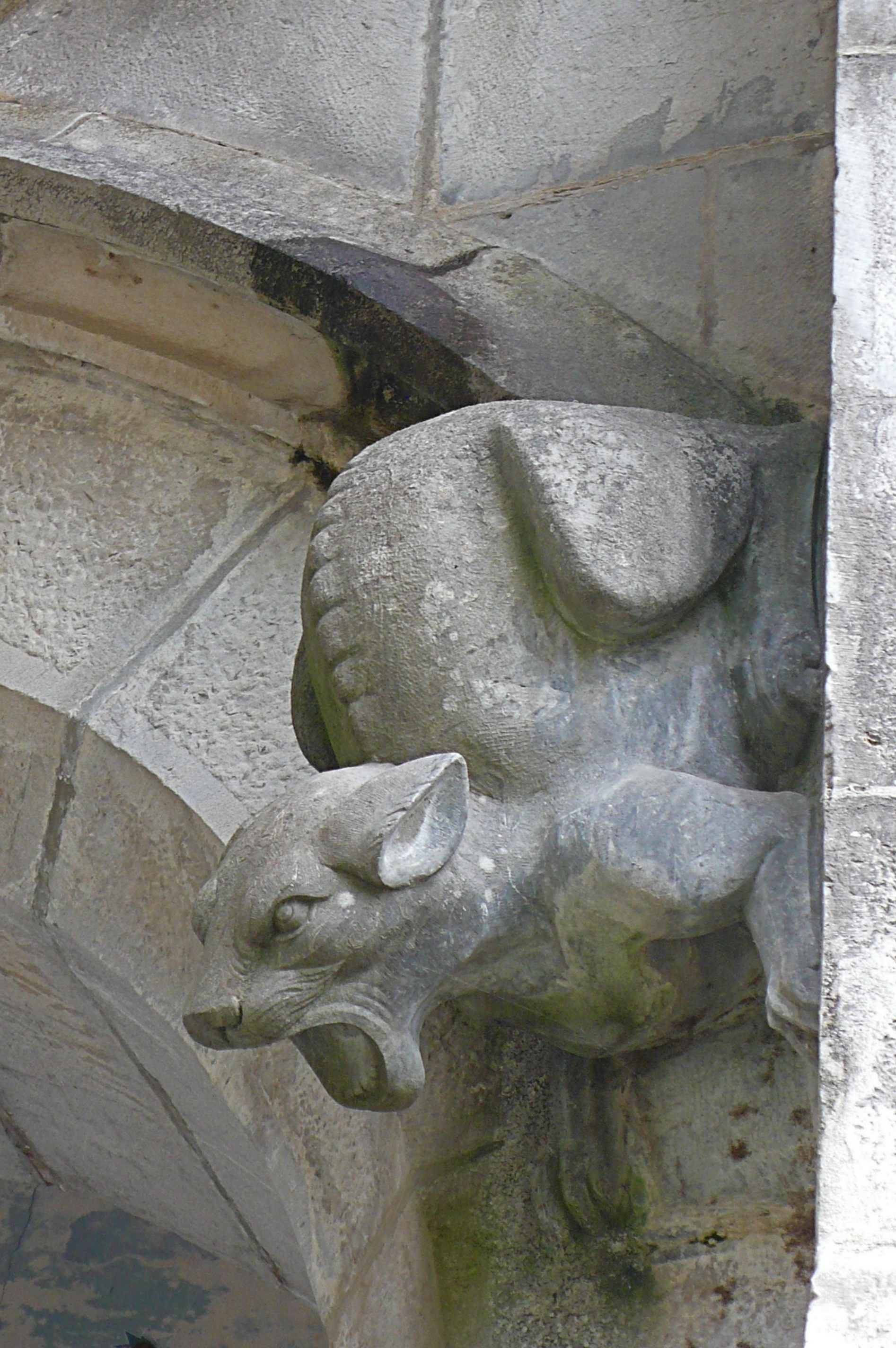
Gargouille au-dessus de l'entrée.

### Le vestibule et l'escalier principal
Du vestibule s’articule toute la demeure. Les décors intérieurs évoquent la fin du Second Empire alors que la Cour impériale séjournait à Biarritz.
Dans le vestibule, un vitrail héraldique et dix fresques ethnographiques éthiopiennes sont dessinées par E. Viollet-le-Duc et E. Duthoit.
Les fresques de l’entrée, avec légende en guèze, montrent la vie quotidienne en Abyssinie ; elles présentent sans doute des détails plus réalistes que la plupart des réalisations de cette période : enfants enchaînés à l’école, hospitalité, préparation de l'injera (vanner et moudre le grain), repas d’un grand chef, orateur au parlement Oromo, Danfala (discours du guerrier), procession, rappelant qu'A. d'Abbadie a passé douze années en Éthiopie, pieds nus, portant le turban et la toge des éthiopiens. Des boucliers éthiopiens et cornes d’animaux ornent les murs.
Le grand escalier reliant le rez-de-chaussée aux chambres supérieures était utilisé par le couple et leurs amis (un autre escalier assure le service). L'escalier est éclairé par un ensemble de trois vitraux. Une inscription latine accueille les visiteurs : « Bienvenue à celui qui entre sous ce toit… ». En haut de l'escalier, se trouve la statue en bois d'Abdullah portant un flambeau ; le jeune esclave avait été offert à Antoine d'Abbadie qui l'a affranchi et ramené en France.

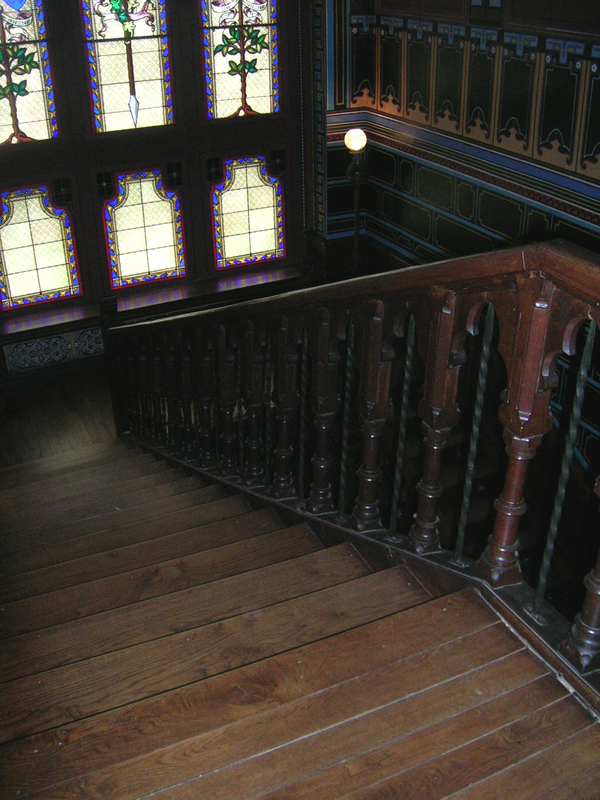
Escalier principal.
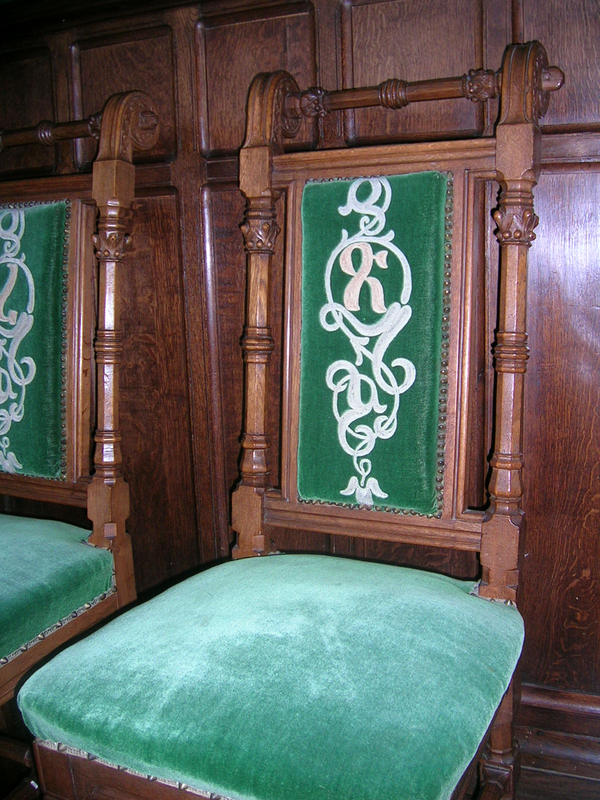
Chaise avec une lettre éthiopienne.
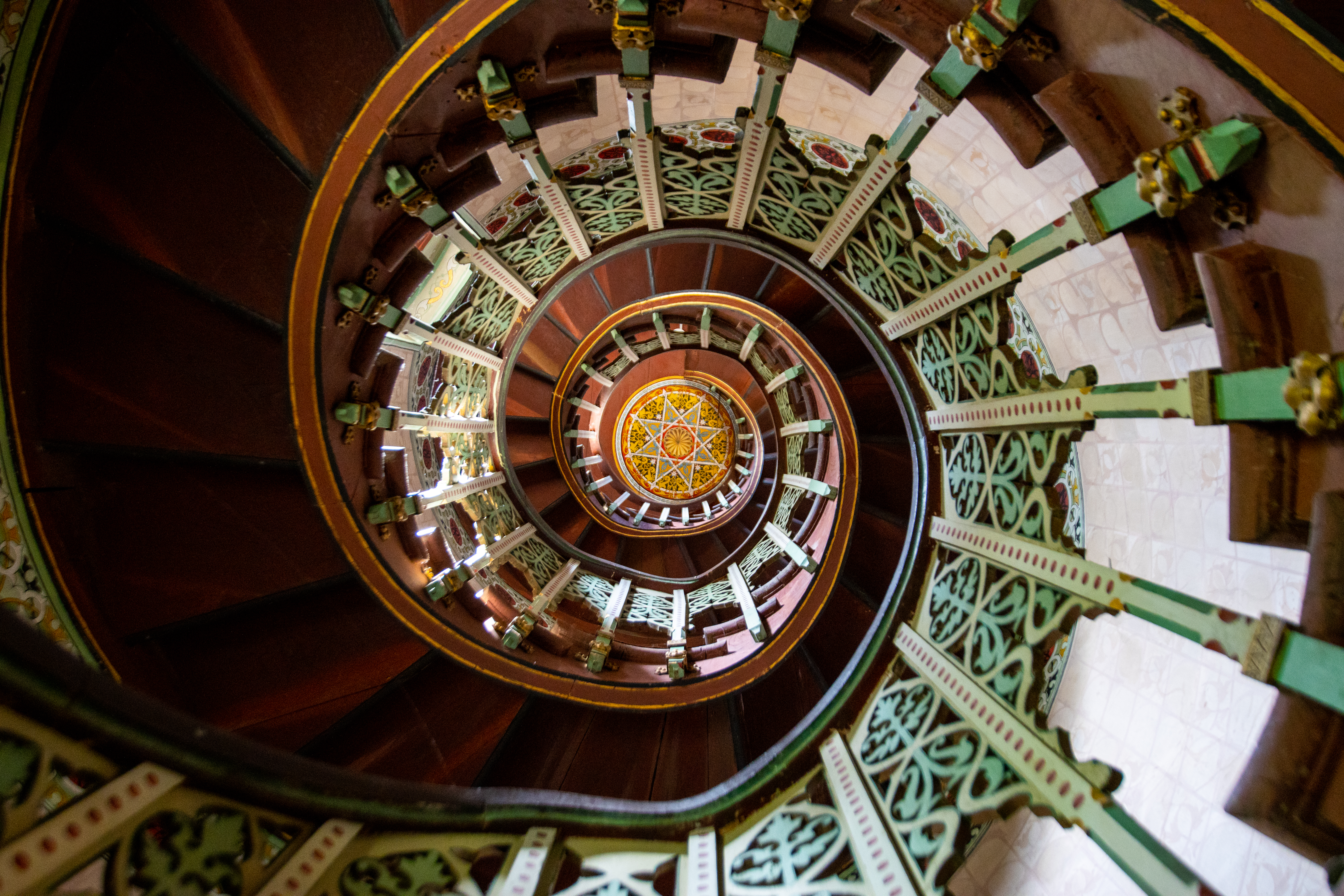
Escalier hélicoïdal de la tourelle sud : il est richement décorés avec un plafond peint en jaune avec une forme d'étoile, ainsi que des motifs de feuilles et de fleures ; les montants de la rampe sont une dentelle de bois de couleur vert pâle.

#### Abdullah

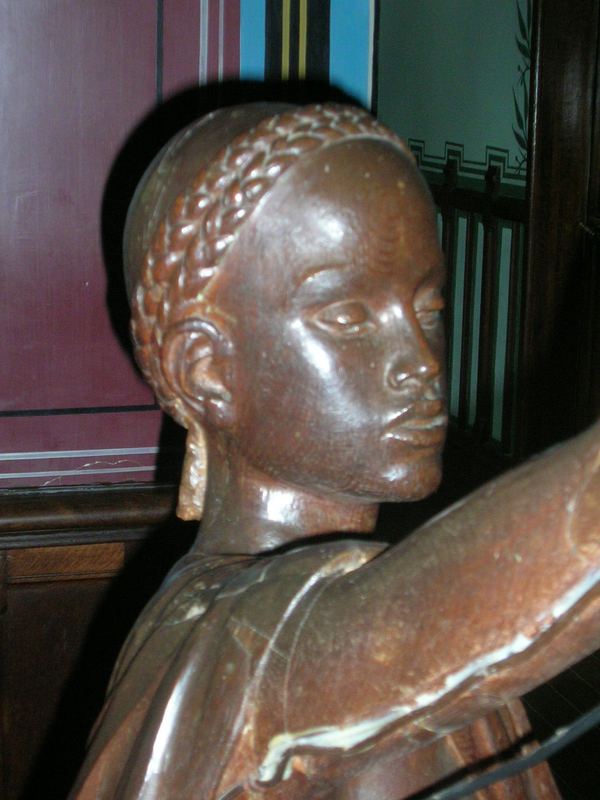
Abdullah.

La statue du jeune esclave affranchi par Antoine d'Abbadie, portant une cartouchière autour de la taille, brandissant la lumière éclaire le vestibule conduisant les invités vers leurs appartements. L'axe de la statue est le centre géométrique du château. Il est juché sur un buffle, animal symbolisant la puissance et la force.
Au retour d’Éthiopie, Antoine d'Abbadie prit en protection 4 jeunes du pays, dont Abdullah. Ce jeune Oromo originaire de Gaba lui fut offert par le Ras Ali comme esclave à l'âge d'environ dix ans. Il rejoint son maître au Pays basque vers l'âge de 12 ans, où il fut baptisé Joseph en 1850 à Arrast. D'Abbadie l'éleva comme son propre enfant. Ils conversaient en Ilmorma et en amharique. Mais le jeune homme, peu porté sur les études, s'ennuie dans sa vie de château. Il travaille pour la famille d'Abbadie, installés tour à tour dans les châteaux d'Audaux et d'Etchaux, dans les Pyrénées-Atlantiques. Elle lui confie des tâches qu'il estime particulièrement rébarbative, comme ouvrir quotidiennement les manuscrits rapportés d'Éthiopie pour les aérer. C'est ainsi que dans un courrier qu'Antoine envoie à son fermier Guillaume Daguerre, à Audaux, il vérifie son travail : « Comment se porte Abdula ? Donne-t-il toujours un manuscrit par jour à l'air ? Manie-t-il toujours ces manuscrits avec précaution ? ». Le jeune homme demande en 1855 à retourner en Égypte. D'Abbadie finance son retour mais Abdullah reste finalement en France. Épris de liberté et de hauts faits militaires, il s'engage de 1856 à 1862 dans les Turcos, sorte de Légion étrangère. Il combat dans les troupes de Napoléon III. Blessé à la bataille de Magenta, où il s'est illustré, il finit par solliciter l'aide de d'Abbadie qui le reprend à son service. Bon pilotari, il est victime en 1864 d'une agression à Saint-Jean-de-Luz. En 1865, il part pour Paris, se réengage dans l'armée pendant la guerre de 1870. À la suite du désastre de Sedan et à la chute du Second Empire, il est démobilisé. Mais il ne revient pas auprès d'Antoine d'Abbadie, comme il en avait l'habitude entre deux campagnes, préférant s'installer à Paris. En 1871, lors de la commune de Paris, il se range derrière les communards. À 34 ans, dans la cour de la caserne de la rue de Bellechasse, il aurait été fusillé par l'armée versaillaise lors de l'écrasement,. 
La vie et la mort d'Abdullah sont racontées dans une bande-dessinée : L’Homme de l’année, T5 : 1871 - L’Un des héros de la Commune de Paris, de Jean-Pierre Pécau et Benoît Dellac (2014). Il inspire aussi Alphonse Daudet. Dans Le Turco de la Commune, publié dans ses Contes du lundi (1873), il met en scène un certain Kadour, tirailleur algérien. Mais on y reconnaît l'histoire d'Abdullah.

### L'observatoire Ohartzea

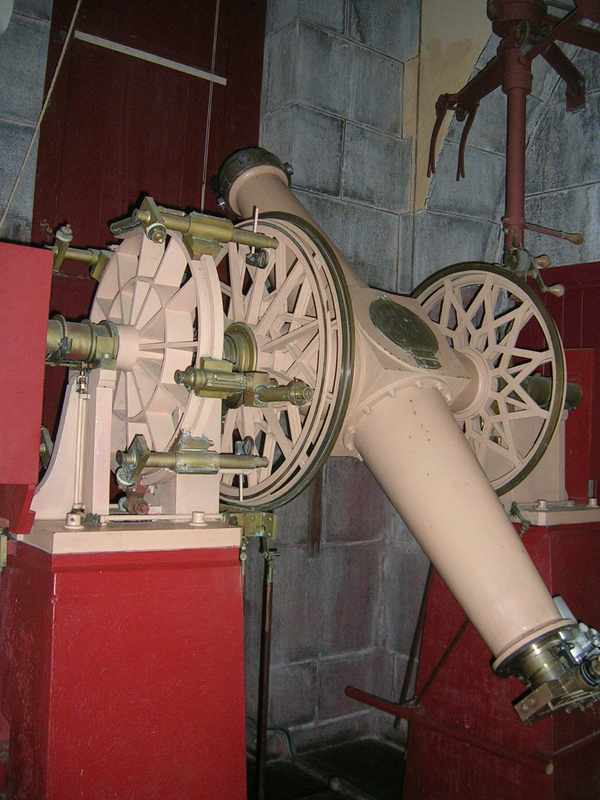
Lunette méridienne décimale.

Antoine d'Abbadie poursuit avec l'astronome Rodolphe Radeau la publication définitive de son ouvrage sur la géodésie de l'Éthiopie (1860 - 1873) et, en 1878, devient membre du Bureau des longitudes. Passionné d'astronomie, il fait construire une tour observatoire dès 1858 sur les plans de Clément Parent. L’observatoire actuel, plus conforme au style du château, n'a été mis en chantier qu'après 1874. Il est nommé « Ohartzea » ("le fait de remarquer", en basque).
Des astronomes britanniques comme Sir George B. Airy et Richard C. Carrington assistent E. Duthoit dans la création de l’observatoire.
Le château-observatoire est animé par une équipe de six à huit scientifiques. L'observatoire est la dernière salle mise en place à la fin de la construction du château en 1879. La lunette méridienne, réalisée par W. Eichens, est unique car elle permet d’obtenir des mesures angulaires au 1/10 000e de grade près,.
L'observatoire est aussi équipé pour détecter de légères secousses telluriques. Les scientifiques de la physique du globe continuent de s'intéresser à ces données. Dans la cave, un inclinomètre et un sismomètre au contact de la roche mesurent les variations de la verticale qui matérialisent l’élasticité et les déformations terrestres lors de secousses sismiques et des marées océaniques et terrestres. Antoine d’Abbadie y a fait installer deux nadiranes (de nadir, en opposition à zénith) : dans le parc (ancré  à 8 mètres de profondeur sur 71 mètres de long), et à l’intérieur du château (la cuve est le seul vestige visible restée dans la cave du laboratoire).
A. d'Abbadie avait demandé que les recherches scientifiques s'y poursuivent et qu'un prêtre y assure les services religieux pour les villageois. En 1897, à la mort d'Antoine d'Abbadie, le château est légué à l'Académie des Sciences, toujours propriétaire. L'observatoire a fonctionné jusqu'en 1975.

### La bibliothèque
L'architecture de la bibliothèque comporte une galerie en châtaignier, des consoles de fer à gros boulons et elle préfigure l’Art nouveau. Sur les 2 poutres on peut lire quatre maximes en basque  (deux proverbes au centre, deux maximes religieuses aux extrémités) : 
Erhobat aſki da harricantoinbaten puzura egoſteco, bana sei ſuhur behar dira haren hantik itoiteco « Il suffit d'un fou pour jeter un bloc de pierre dans un puits, mais il faut six sages pour l'en retirer » ;
Sapar edoceinec du bere izala « N'importe quel buisson a son ombre » ;
Ago Jaincoarequi, Jainco dukek hirequi « Sois avec Dieu, tu auras Dieu avec toi ».
Jaincoac, beta languile on iſanagati, nahi du lankide « Dieu, aussi bon travailleur soit-il, a besoin de compagnons de travail ».
Des publications astronomiques et des machines à calculer évoquent encore l'ancien observatoire.
Au cœur du château, la bibliothèque témoigne de l’esprit curieux d’Antoine d’Abbadie. Lors du legs à l’Académie des Sciences, elle comptait plus de 11 000  volumes (une partie est actuellement conservée à la Bibliothèque nationale de France) dont 234 manuscrits bibliques et littéraires, des écrits en Guèze (langue liturgique éthiopienne), des romans, des recueils de poèmes et surtout, 960 ouvrages basques. Issu d'une famille bourgeoise et de père souletin (Arrast-Larrebieu), Antoine d'Abbadie mit sa fortune et sa notoriété au service de la culture basque et comme son père, Michel d'Abbadie, dès son retour d'Irlande, il soutint la culture basque. Il fut également maire d'Hendaye.

### La chapelle
La galerie est conduit à la chapelle, à vaisseau rectangulaire et chevet polygonal. La décoration est dirigée par E. Duthoit.
La nef, constituée en une grande salle rectangulaire, pouvait accueillir les fermiers du domaine d'Abbadia. Le chœur est éclairé par trois vitraux : au centre le Christ aux outrages encadré par les Pères de l'Église, saint Thomas d’Aquin et saint Augustin. L'extrémité ouest du chœur est décorée de fresques représentant l'ermite Paul de Thèbes et de saint Antoine le Grand au désert. Les arcs de la charpente portent un plafond de bois peint. Les murs rouges peints en trompe-l'œil, portent le monogramme S.A. (saint Antoine le Grand).
Face à l'autel, une balcon de la chambre de Virginie lui permet d'assister à l'office. De part et d'autre de ce balcon, une peinture sobre représente saint Antoine l'Ermite à gauche et saint Paul de Thèbes à droite.
Antoine et Virginie d'Abbadie reposent dans une crypte sous l'autel.

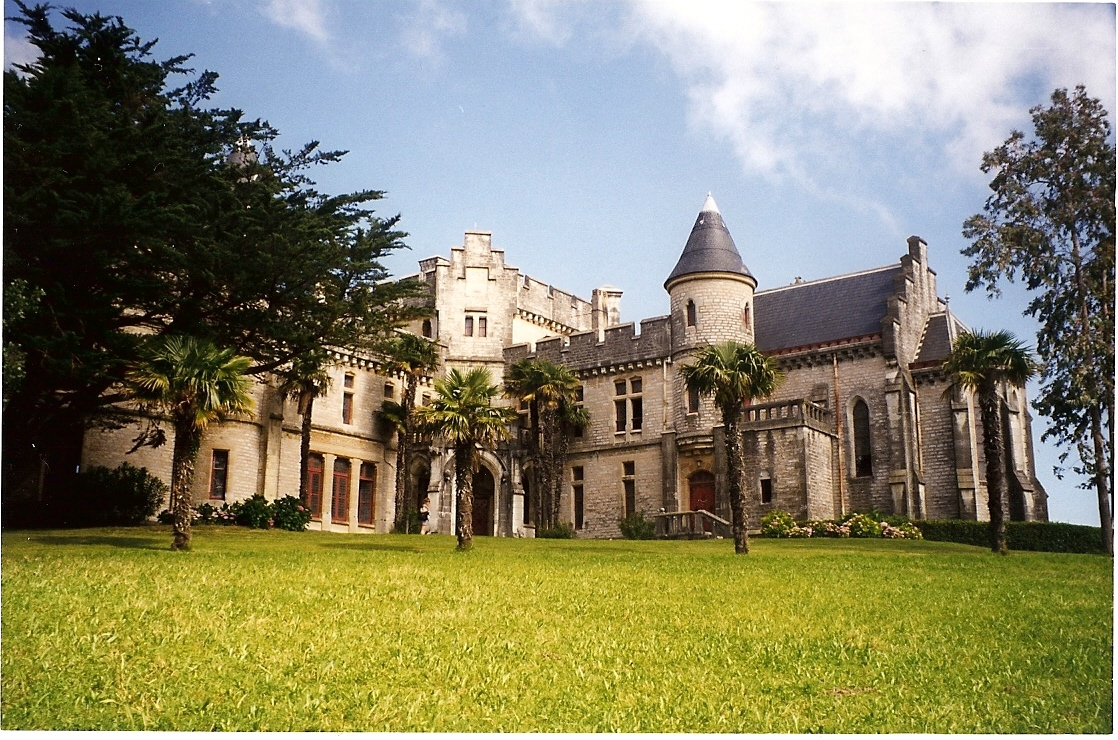
La chapelle (vue du sud-est).
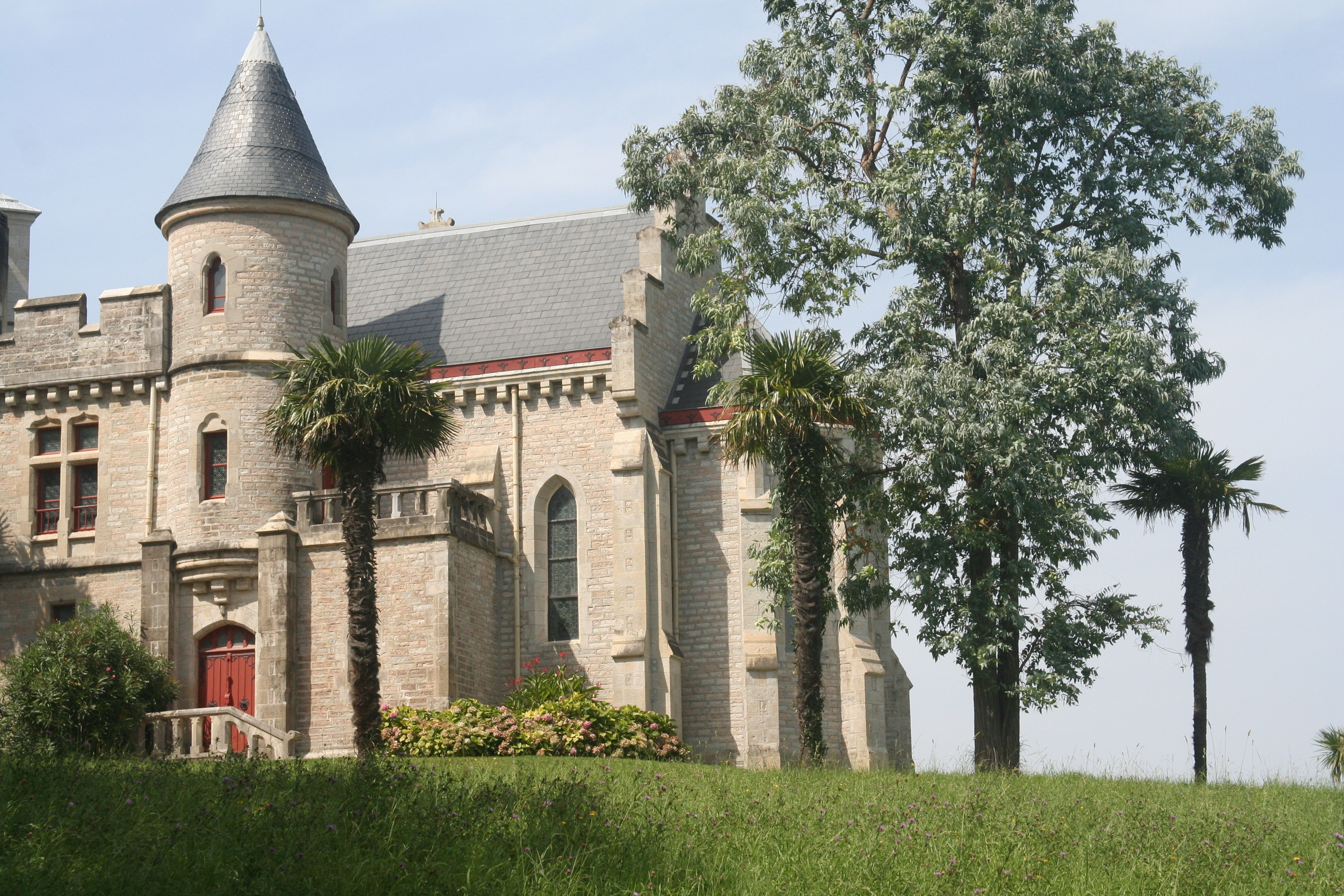
Aile Nord avec la chapelle.
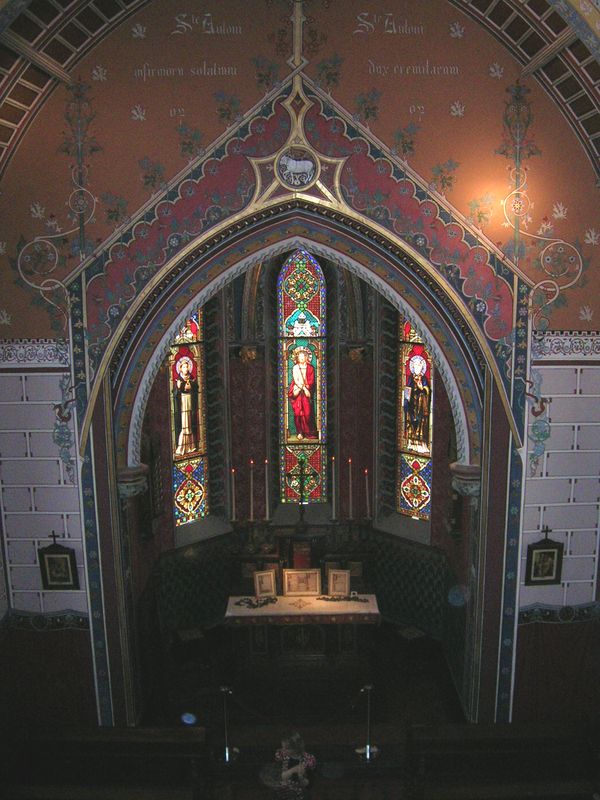
Intérieur de la chapelle.

### La salle à manger
Les murs de la salle à manger sont recouverts de cuir de buffle. Comme dans la chambre d'ami, le mobilier conçu par E. Duthoit comprend une table avec des incrustations et une commode qui servait spécialement à la porcelaine des banquets.
Les chaises autour de la grande table portent chacune une lettre éthiopienne brodée sur son dossier. Placées dans l'ordre, ces syllabes forment la devise : « Puisse-t-il autour de cette table ne jamais se trouver de traître ».

### Le salon d'honneur, le petit salon
| - Antoine d'Abbadie et ses Éthiopiens. - Portrait de Tawalda Madhin. |

Les murs du grand salon (ou salon d'honneur) sont peints en bleu avec les monogrammes dorés AA et AV (Antoine et Virginie) en caractères gothiques. La cheminée, d'inspiration médiévale, constitue l’ornement principal de ce salon ; elle est réalisée en pierre d’Angoulême selon un dessin d'E. Duthoit ; la hotte porte le blason d’Antoine d’Abbadie et sa devise « Plus estre que paraistre » en phylactère, et le manteau la citation latine Transit vita sicut fumus « la vie passe comme la fumée ». Un décor sur le thème du pèlerinage à Saint-Jacques de Compostelle termine le tout. Deux tableaux étaient exposés, l'un dérobé en 1984, montrait d'Abbadie et une délégation d'Éthiopiens venus solliciter en 1839 la fondation d'une mission auprès du pape, et le portrait de Tawalda Madhin, le professeur d'éthiopien de d'Abbadie, par Adrien Guignet (avant 1854).
Un chevalet permettait la lecture du Coran. Le fumoir arabe permettait de se réunir autour d'un narguilé.
Le petit salon (salon rouge ou salon arabe) présente un décor d'inspiration ottomane.

### Les chambres
Les chambres sont à l'inventaire du classement des monuments historiques (MH) : de Madame d'Abbadie, d'honneur, d'Éthiopie, de Jérusalem et la chambre de la tour (dite de Napoléon III) :
- la chambre d'honneur est décorée de grand panneaux de toile peinte de couleur rouge avec en leur centre une rosace portant une calligraphie arabe ; un poème en arabe court sur les corniches du plafond[37] ; c'est la seule à disposer d'un lit à baldaquin[38] ; il arbore une inscription en vieux français : « Doux sommeil, songes dorés, à qui repose céans, joyeux réveil, matinée propice »[39] ; la cheminée s’agrémente de carreaux de majolique jaune et bleu turquoise sur laquelle est calligraphié le proverbe arabe : « Ne jette point de pierres dans le puits dont tu bois l’eau » ;
- la chambre d'Éthiopie, décorée en soie indo-persane bleue[40], élargie par des bandes horizontales fleuries à dominante dorée ;
- la chambre de Jérusalem, arbore une carte de la ville sainte sur la cheminée avec l'inscription latine « vos pensées vont à la même hauteur que la flamme ». Les murs de la salle symbolisent la Passion et le pèlerinage de Saint-Jacques-de-Compostelle.
- la chambre de la tour (dite chambre de l'Empereur[N 4]) est décoré par un mobilier de belle facture en poirier teint en noir dans le style néo-gothique tardif. L'armoire évoque un confessionnal. Le dessus du lit est richement décoré par des animaux fantastiques (dragons et hiboux) et une inscription latine : « les voyageurs bénéficient d'une pause au calme dans une maison accueillante ». La partie supérieure d'une imposante cheminée se compose d'une sculpture en pierre d'Antoine le Grand, saint patron d'Antoine d'Abbadie. Sur les boiseries de cette cheminée, s'affiche un quatrain en anglais : Far from the bully toils of life ; Far from the world, its cares strife ; In solitude more pleased to dwell ;The hermit calls you to his Cell « Loin des occupations fastidieuses de la vie ; loin du monde et de ses soucis ; je préfère ma retraite en solitude ; l'ermite vous appelle dans sa cellule » ;
- la chambre de Virginie, richement décorée de velours bleu et soie d’Iran, comporte un balcon qui s'ouvre sur la chapelle. Au nord, une fenêtre donne sur l'océan ; au sud, la vue porte sur la montagne. Un grand miroir doré couvre le manteau de la cheminée de marbre noir sur laquelle est inscrit en latin Foveo, sed uro, sed neco (« je chauffe, mais je brûle, mais je tue »). De part et d'autre se trouvent les portraits d'Antoine d'Abbadie et de Virginie.

## Le domaine d'Abbadia
À l'époque de l'acquisition du domaine par A. d'Abbadie, un parc avec de nombreuses espèces exotiques a été aménagé autour du château. À la fin de la vie d'A. d'Abbadie, la propriété comptait 415 hectares. L'activité agricole du domaine a laissé quelques fermes qui appartiennent au Conservatoire du Littoral (Larretxeaberri, Nekatoenea, Asporotsttipi). En 1910, un golf dix-huit trous a été créé qui transforma profondément le site. Lors de la Seconde Guerre mondiale, le mur de l'Atlantique à son tour modifia le paysage notamment par l'abattage d'arbres et la construction de blockhaus. Après la guerre, l'activité agricole reprit,.

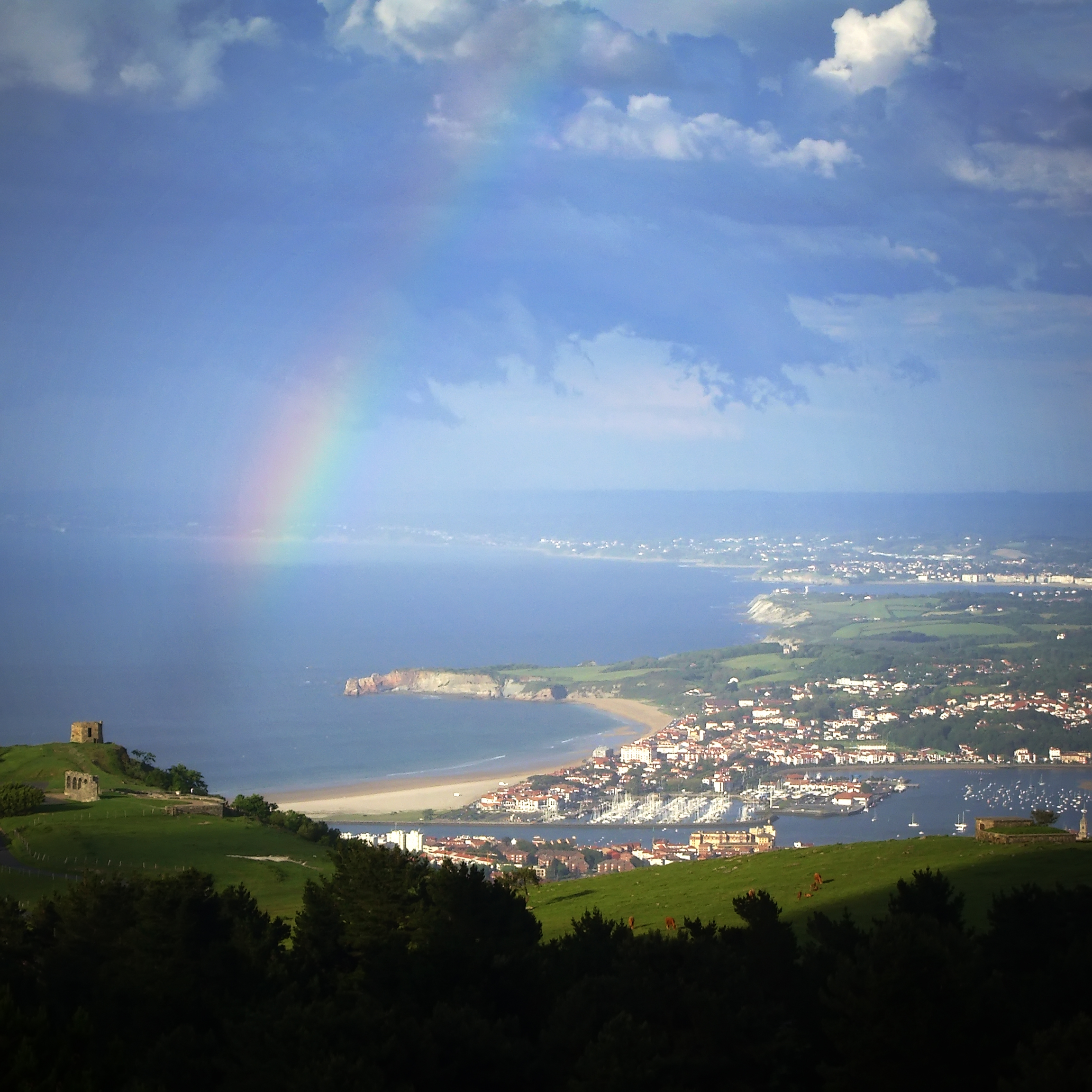
Domaine d'Abbadia sur la corniche basque, au nord de la ville d'Hendaye.
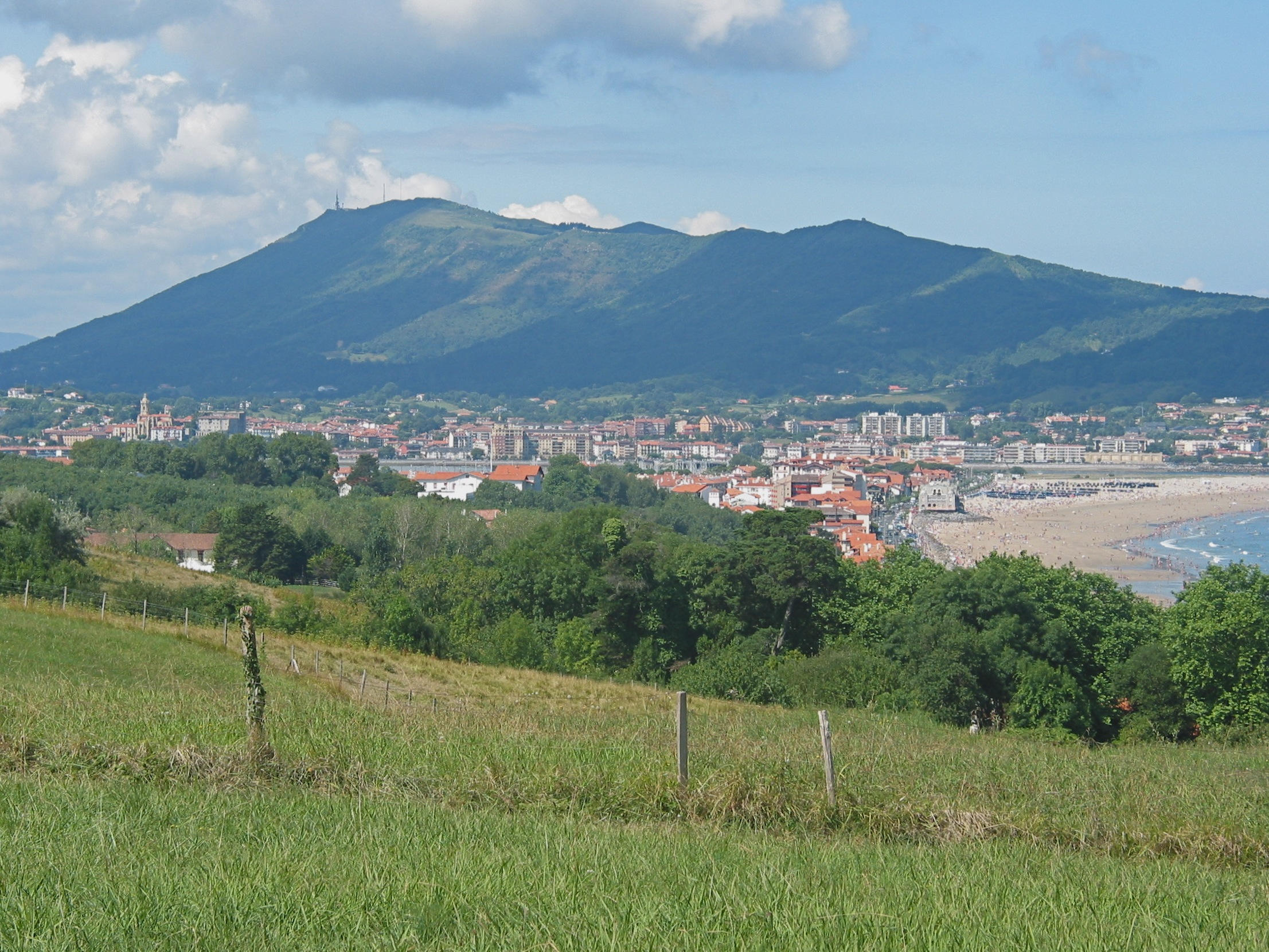
Vue vers le sud : Hendaye et Jaizkibel.
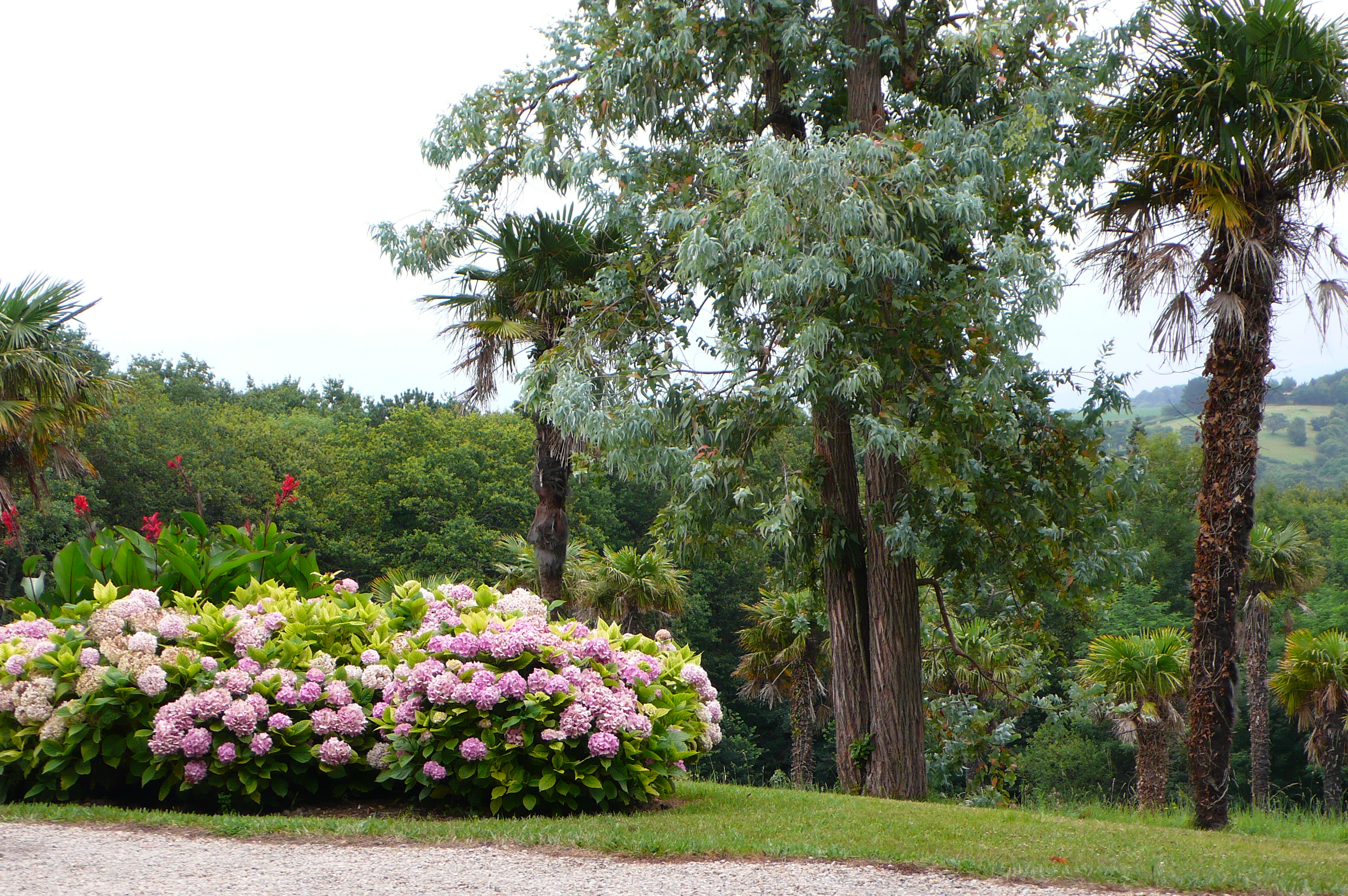
Parc du château avec des espèces exotiques.
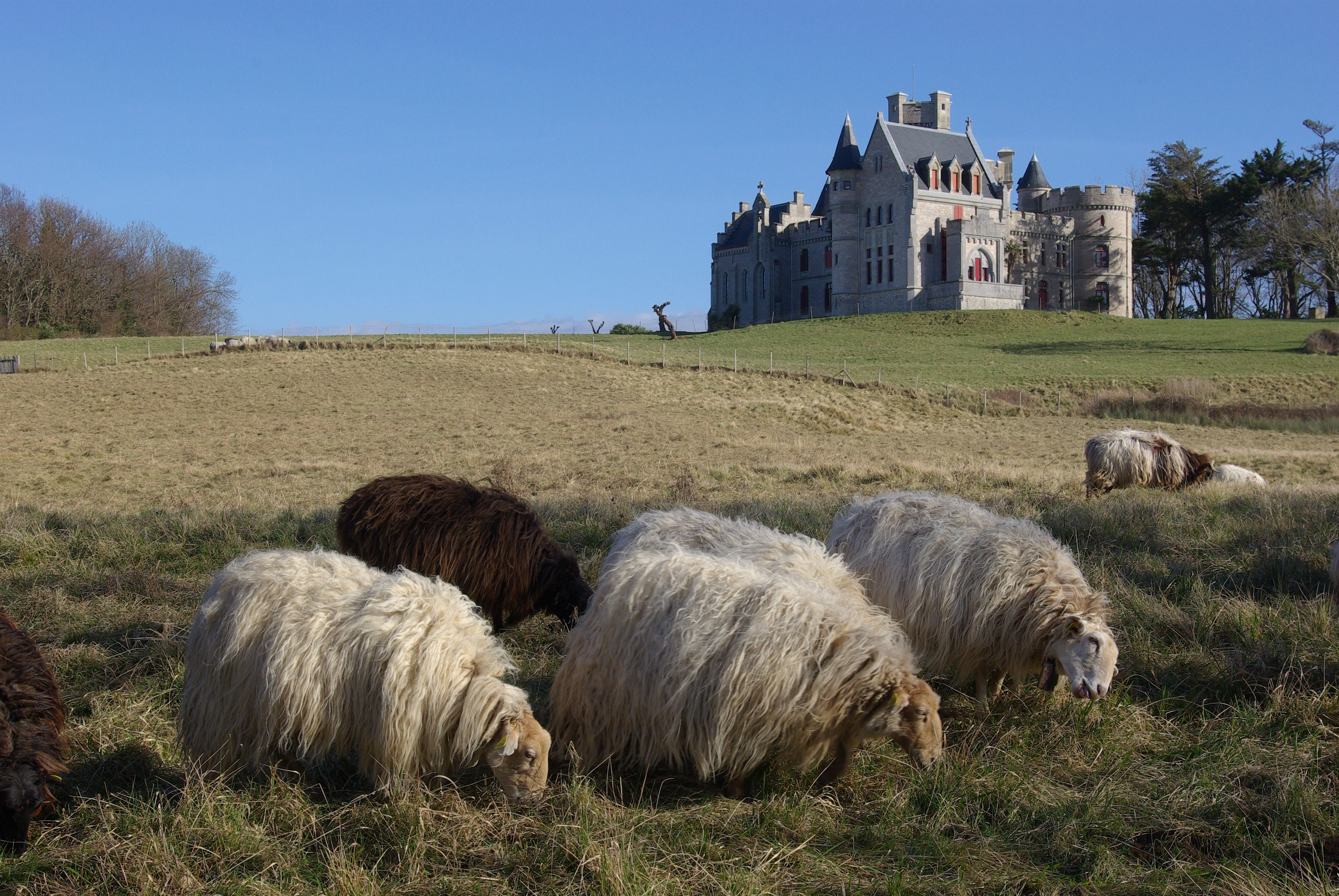
Le château depuis la façade sur l'océan et brebis basques.
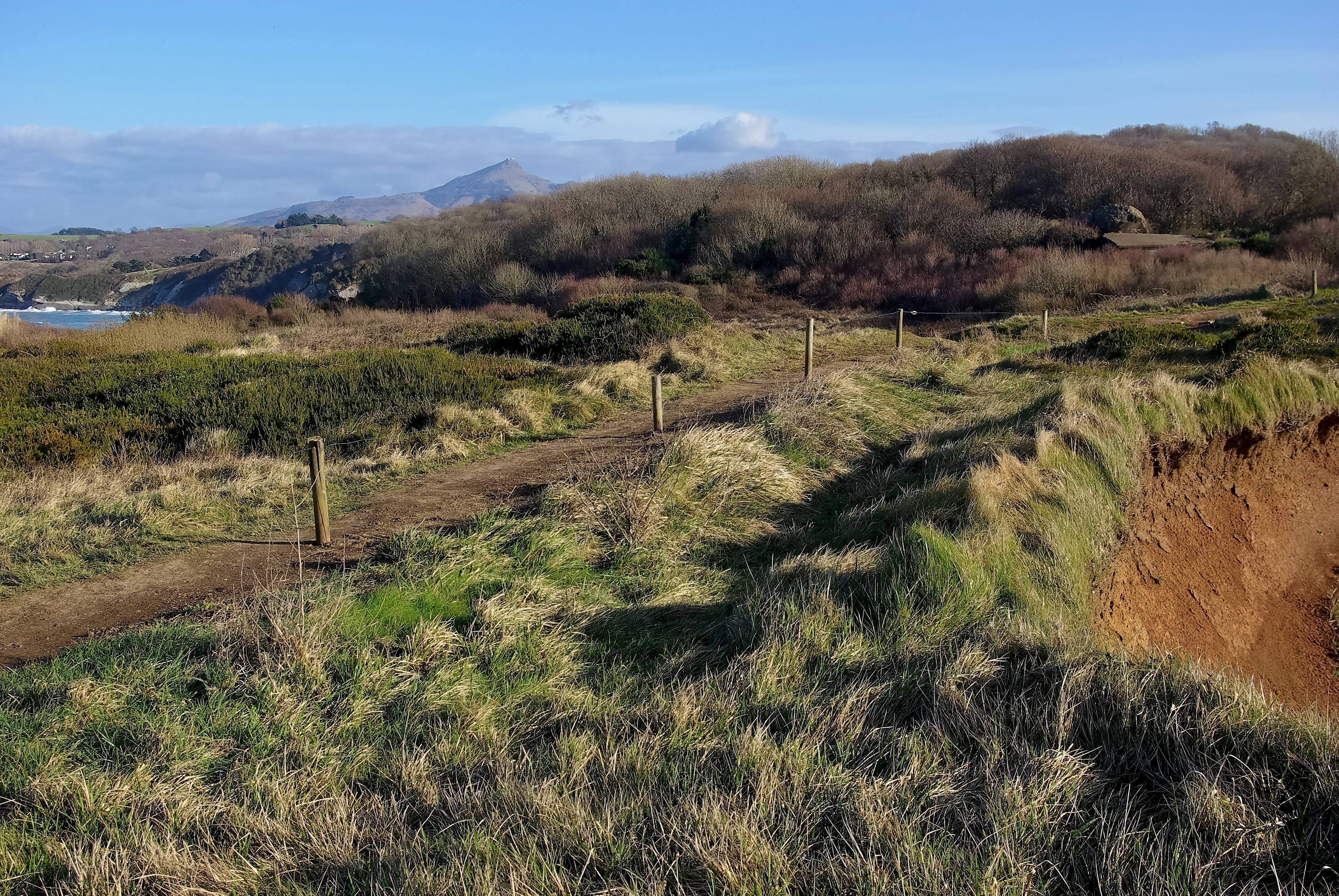
Domaine d'Abbadia, sentier de la corniche basque, vue vers La Rhune. (Larrun)

### Le Conservatoire du littoral et des rivages lacustres
La corniche basque constitue le dernier vaste espace naturel de la côte basque française avant la frontière espagnole. Les paysages "naturels" du promontoire, dominant les falaises, sont spectaculaires multipliant les points de vue sur l'océan, avec des criques et les célèbres rochers Jumeaux et, les montagnes (La Rhune et Jaizkibel).
Le domaine d'Abbadia qui comptait 250 ha est en partie (84 ha) devenu propriété du Conservatoire du littoral et géré par les municipalités d'Hendaye et d'Urrugne.

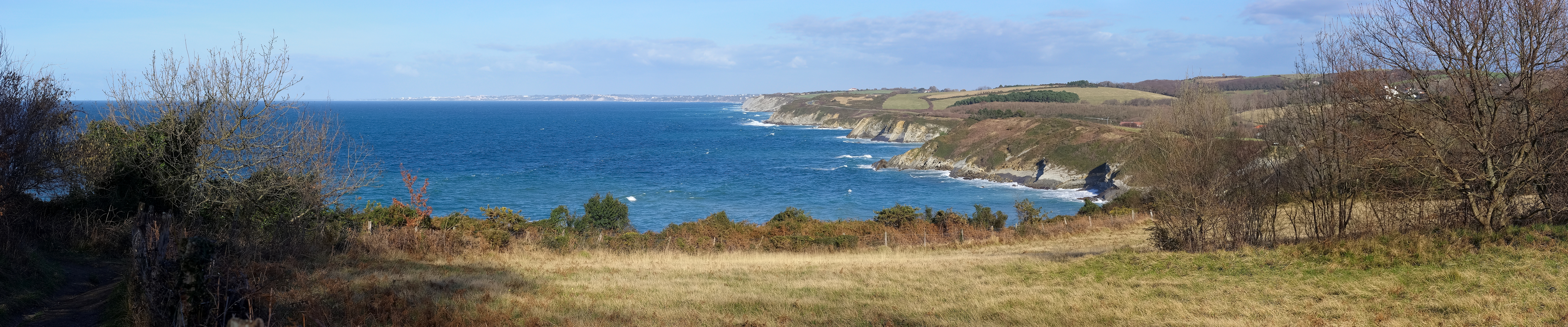
Vue de la corniche basque depuis le domaine.

Le domaine est classé au titre de ZNIEFF de type 1 et d'intérêt communautaire (proposition Natura 2000).
Abbadia offre une variété de milieux : falaises maritimes végétalisées, landes atlantiques, formations arbustives, haies bocagères, pelouses aéro-halines et prairies pâturées, chênaies-frênaies, aulnaies, ruisseaux intermittents. Des espèces méditerranéennes (nerprun alaterne, salsepareille, aulne de Corse, canne de Provence, etc.) s'y développent mais surtout des espèces exotiques, implantées volontairement dans les jardins du château comme le palmier de Chine, l'eucalyptus, les hydrangeas, etc. ou invasives comme l'herbe de la Pampa ou le baccharis.
La corniche basque, espace "naturel" du littoral, offre aux oiseaux une halte migratoire avant le franchissement des Pyrénées (courlis, milan royal, pluvier argenté, œdicnème criard, etc.). Certaines espèces y hivernent ou nichent sur le site comme le grand corbeau, le faucon pèlerin et le faucon crécerelle. La coronelle grise, reptile rarement signalé dans la région, y est présente comme le lapin de garenne, l'écureuil, la belette, la genette et le renard.
Les premières parcelles sont acquises par le conservatoire en 1979, une convention de gestion est signée avec la commune d'Hendaye puis en 2000, le département est associé dans la gestion. Le site est entretenu par une équipe communale. Trois éleveurs gèrent les prairies avec des brebis manex à tête rousse. Le site est classé au titre de la loi du 2 mai 1930 des sites et monuments et concerné par loi littoral (loi du 3 janvier 1986) et une partie du domaine est en réserve de chasse.

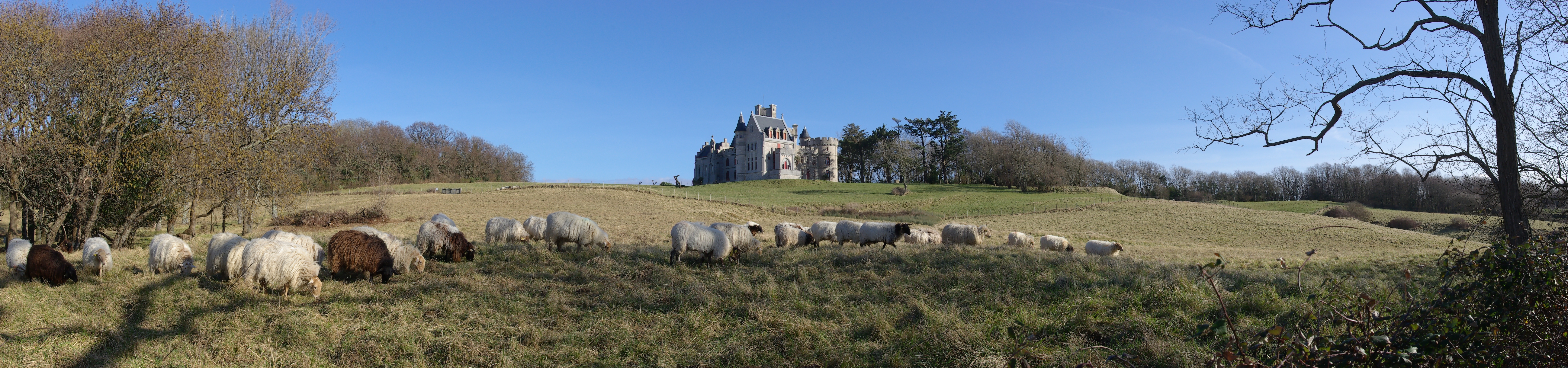
Domaine d'Abbadia : château et troupeau de brebis.

### Le verger conservatoire
Depuis fin 1988, le domaine d’Abbadia accueille, sur un hectare, une antenne du Conservatoire végétal d’Aquitaine (Cf. Parc naturel régional des landes de Gascogne), le Groupe des ressources phytogénétiques d'Aquitaine. En effet, un grand nombre de variétés fruitières, potagères et céréalières risque de disparaître. Une centaine de variétés de pommiers, une cinquantaine de cerisiers, seize de pruniers, six de poiriers, quatre de néfliers, trois d’abricotiers et soixante de vigne composent la collection du verger. Parmi les variétés conservées on peut citer : Blanche à longue queue, pommiers Platet, Rangotte, Apez sagarra, prunier Perdrigon, cerisier Gerezi Beltza, vignes Camaraou noir, Txakoli…
Le public découvre des variétés anciennes, locales et rustiques et la technique de taille, de greffage, etc. Le CPIE Littoral basque récolte les pommes pour l’élaboration de sagarno (cidre basque traditionnel) et de jus de pommes (Cf. "Bizkiak").

## Le rayonnement culturel

### L'Académie des sciences
Le château est aujourd'hui la propriété de l'Académie des sciences. En 1896, Antoine d'Abbadie lègue sa propriété à l'Académie dont il est membre à partir de 1867 et président en 1892, avec comme condition que l'observatoire soit dirigé par un prêtre. Il fait une donation à l'Académie en particulier pour financer des travaux d'astronomie à l'Observatoire d'Abbadia.
Lors de la fermeture de l'observatoire en 1976, l'Académie crée le Prix d'astronomie Antoine d'Abbadie.
La gestion commerciale du château a été assurée par la Fondation Antoine d’Abbadie jusqu’en 2011. Par une procédure de Délégation de Service Public (DSP), la gestion a depuis été attribuée à la mairie d’Hendaye et à son office de tourisme.

### Monument historique
Le château est classé comme monument historique le 21 décembre 1984.
L'observatoire d'Abbadia est le premier et unique observatoire décimal. La remarquable lunette méridienne décimale construite par W. Eichens (1879) et ses accessoires est le seul exemplaire au monde dont les cercles gradués sont divisés en 400 grades puis en décigrades. Les microscopes permettent une lecture des distances polaires au 1/10 000 de grade près. Le 25 octobre 2001, cet ensemble instrumental a été classé au titre des Monuments historiques.
Meubles et objets mobiliers ont été classés au titre de Monuments historiques le 1er avril 2003 (arrêté de classement du 10 septembre 2003). Ils constituent un remarquable ensemble historique et artistique.
Le château a fait l'objet de 1997 à 2008 d'un vaste programme de restauration avec le soutien de la direction régionale des Affaires culturelles, de la région Nouvelle-Aquitaine, du département des Pyrénées-Atlantiques, de la fondation Rhône-Poulenc-Institut de France et d'un mécène.

### La Maison des Illustres
En 2011, le ministère de la Culture et de la Communication crée un nouveau label : Maisons des Illustres au titre de la conservation et de la transmission en mémoire de femmes et d’hommes les ayant habitées et s'étant illustrés dans l’histoire politique, sociale et culturelle de la France. Abbadia reçoit le label en 2012. Le label délivré par le ministère est attribué pour une durée de cinq ans renouvelable aux maisons ayant une ouverture au public d'au moins 40 jours par an(208 maisons labellisées en 2015). La visite est ouverte du 24 janvier au 30 décembre.

### L'association des Amis d'Abbadia
Le domaine d’Abbadia accueille deux artistes en résidence chaque année.
Des partenariats mis en œuvre avec des établissements d'enseignement et des associations traduisent la vocation pédagogique du musée.

### Rénovation et visites
Jusqu'en 2020 ont lieu d'importants travaux de rénovation, comprenant le ravalement des façades, alors que les jardins à l'anglaise sont redessinés suivant les plans d'origine conçus par Eugène Bühler. Ceux-ci se poursuivent chaque année, mais dans une moindre mesure, pour assurer l'entretien des lieux.
En intérieur, le public peut découvrir à l'occasion des Visites Prestige, une fois par mois, depuis 2024, la chambre d'Antoine d'Abbadie.
Depuis février 2024, un escape game mobile permet aussi de découvrir de manière ludique une partie de la vie du propriétaire.